# Ivan Konsztantyinovics Ajvazovszkij
Ivan Konsztantyinovics Ajvazovszkij (oroszul: Иван Константинович Айвазовский, örményül: Հովհաննես Կոնստանտինի Այվազովսկի), (Feodoszija, Oroszország, ma: Ukrajna, 1817. július 17. – Feodoszija, 1900. április 19.) 19. századi örmény származású orosz festő, a romantikus tájképfestészet nagy alakja. Hosszú élete során mintegy 6000 képet készített, festményeinek központi témája a hajók és a tenger. Több témát többször is megfestett.

## Élete és művészete

### Származása, iskolái
A későbbi festő, eredeti nevén:  Ivan (Ovanesz) Konsztantyinovics Gajvazovszkij Feodoszijában született 1817. július 17-én. Örmény anya (Ripszime) és török származású, de örmény családban nevelkedett apa (Gevorg Gajvazjan) gyermeke volt. Szülei Galíciából költöztek a Krím-félsziget tengerparti városába, Feodoszijába, ekkor vették fel a Gajvazovszkij családnevet. 1840-ben a festő és Gavriil bátyja közösen döntöttek a szókezdő G elhagyása mellett. (Gavriil vagy Gabriel neves örmény egyházi személyiség, történész, fordító lett; 1880-ban halt meg Tifliszben.) Apjuk kereskedő volt, de Ivan születésekor a család már elszegényedett. A gyermek rajztehetségére korán felfigyeltek, pártfogói támogatásával Szimferopol város gimnáziumának növendéke lett, majd tehetségét látva felvették a pétervári Művészeti Akadémiára (1833).

### Pályaképe
Kiváló képességeit gyorsan elismerték, 1837-ben képeivel akadémiai aranyérmet nyert. Két évre szűkebb hazájába, a Krímbe küldték, hogy a tengerparti városok: Jalta, Feodoszija, Szevasztopol, Kercs látképét megfesse. A Krímben híres tengernagyokkal ismerkedett meg és lehetősége nyílt arra, hogy az egyik sorhajó fedélzetén elkísérje a flotta egységeit, melyek éppen Abháziában készültek partra szállni. Ez az út új élményekkel ajándékozta meg és tovább gazdagította a tengerről és a hajókról alkotott ismereteit. Akkor készítette Deszant Szubasiban című festményét, amely kezdetét jelentette az orosz hadiflotta sikereit megörökítő tematikájának.
A Krímben készített munkáit (például Holdas éj Gurzufban) elismeréssel fogadták a Művészeti Akadémia következő kiállításán, és 1840-ben Ajvazovszkij ösztöndíjjal tanulmányútra utazhatott Itáliába. 1843-ban több más nyugat-európai országban is látogatást tett, dolgozott és kiállításokon mutatta be képeit, mindenütt sikerrel. 1844-ben hazatért, akadémikusi címet kapott és a tengerészeti vezérkar festőjévé nevezték ki. Ebben a minőségében elkísérte Fjodor Petrovics Litke geográfus expedícióját Törökországba és a görög szigetvilágba. Később is előszeretettel utazgatott, megfordult többek között Egyiptomban, Nizzában, pályafutásának vége felé pedig Amerikában is.
1846-ban házat építtetett és végleg letelepedett Feodoszijában. Ottani tágas műtermében százával készítette képeit, melyeket évente kiállított Pétervárott és más orosz városokban. Míg korábban gyakran a természetben, helyszínen festett, mostantól műterme falai között, korábbi élményeire, rutinos eljárásaira támaszkodva dolgozott. Kitűnő képi emlékezőtehetségére és vázlataira hagyatkozva akár egyetlen nap alatt is képes volt elkészíteni egy-egy festményt.
1848-ban megnősült, egy gazdag pétervári család nevelőnőjét vette feleségül. Házasságukból négy leány született, de a házasság megromlott; a feleség a fővárosi társasági életre vágyott, a festő azonban ragaszkodott krími műterméhez és életmódjához. Végül 1877-ben elváltak. 65 évesen a festő váratlanul újból megnősült, egy temetésen megpillantott fiatal özvegyet vett feleségül. A csaknem 40 évvel fiatalabb örmény asszony viszonozta a festő szerelmét, értékelni tudta művészetét, és férje halála után sokáig őrizte annak emlékét. A művészt munka közben, műtermében érte a halál.

### Témái, stílusa
Korai képein romantikus tájképfestők, Claude Lorrain francia és William Turner angol művészek, valamint az orosz Szilvesztr Feodoszijevics Scsedrin hatása érvényesült. A művész képeinek központi témája csakhamar a tenger lett, melyen gyakran vad vihar tombol (Vihar éjjel, 1865; Vihar, 1872; Viharok Jevpatorijánál, 1861). Festményeinek zömét a romantikus életérzés és stílus hatja át. Hajótörések, elkeseredett tengeri ütközetek, rohanó felhők, sejtelmes holdfény, ezek voltak kedvelt motívumai. 1850-ben készítette el a Kilencedik hullám című híres vásznát, ezt tartják egyik legjobb munkájának. A hajóroncsba kapaszkodó parányi hajótöröttek küszködnek az elemekkel, és már közeledik feléjük a hatalmas kilencedik hullám.
Ajvazovszkij művészetére később is jellemző maradt a zabolátlan természeti erők ábrázolása, de az 1860-as évekre romantikus világlátása többé-kevésbé lehiggadt. Egyre gyakrabban hagyta el a túlzó pátoszt, a színek pazarló tobzódását, az ábrázolás mértéktartóbb lett. Mesteri módon tudta megragadni a természetnek azokat a pillanatait, amikor valami megváltozik, ahogy például a felkorbácsolt tenger egyszerre visszahúzódik (Szivárvány, 1873).
Munkásságában nagy helyet kapott a csatajelenetek ábrázolása. A flotta festőjétől elvárták az orosz fegyverek erejének megörökítését, de maga is előszeretettel ábrázolta a dicső haditetteket, egy hatalmas képen például Szevasztopol ostromát (1854), később a híressé vált csesmei vagy a szinopi tengeri ütközet jeleneteit. Ismertek zsánerképei (Szélmalmok napnyugtakor az ukrán sztyeppén, 1862), a Kaukázusban tett utazása alkalmával festett hegyi tájképei is (Gunib aul, 1869).
Idős korában, miután már színre lépett a nagy orosz realista festők nemzedéke, újabb fellendülés következett be Ajvazovszkij művészetében. Ennek a korszakának kiemelkedő festménye a A Fekete-tenger (1881) csendesen hullámzó, végtelen távlatokat nyitó, mértéktartó megjelenítése. A hullám (1889) a vad elemek általánosított, romantikába hajló ábrázolása; Ajvazovszkij ezt a képét „a legjobb vihará“-nak nevezte. A Hullámok között (1898) című vászna, az éggel szinte összeolvadó, felcsapó és szétporladó hullám kifinomult képe a realista és a romantikus irányzat szintézisének is tekinthető Ajvazovszkij művészetében.
Hatalmas mennyiségű képe között igen sok a kevéssé igényes, sablonos megoldás; portrét keveset festett, a portréfestésben egyáltalán nem jeleskedett. Tájképfestői pályája egészében mégis sikerek sorozata volt. Tehetségének erejét már az Itáliában élő William Turner angol festő, egyik korai példaképe is elismerte 1842-ben. Káosz című bibliai tárgyú művét a Vatikán, két másik festményét 1881-ben a walesi herceg vásárolta meg. Kiprenszkij után ő volt a második orosz festő, aki a firenzei Uffizi Képtár számára elkészíthette önarcképét. Több nyugati művészeti akadémia választotta tagjává, a pétervári pedig tiszteletbeli tagjának 1887-ben.

## Utóéletéből
Szülővárosának múzeumában, melyet egyébként ő maga alapított, napjainkban is számos festményét őrzik. Képei a legnagyobb oroszországi képtárakban, valamint sok nyugati város múzeumában láthatók. Egy New Yorkban tartott árverés orosz műtárgyait 2008 tavaszán Moszkvában is kiállították, ahol Ajvazovszkij több műve is szerepelt. Köztük volt az 1890-es években egy amerikai galériának ajándékozott két képe is, melyek együttes értékét szakértők 2-3 millió dollárra becsülték.

## Festmények

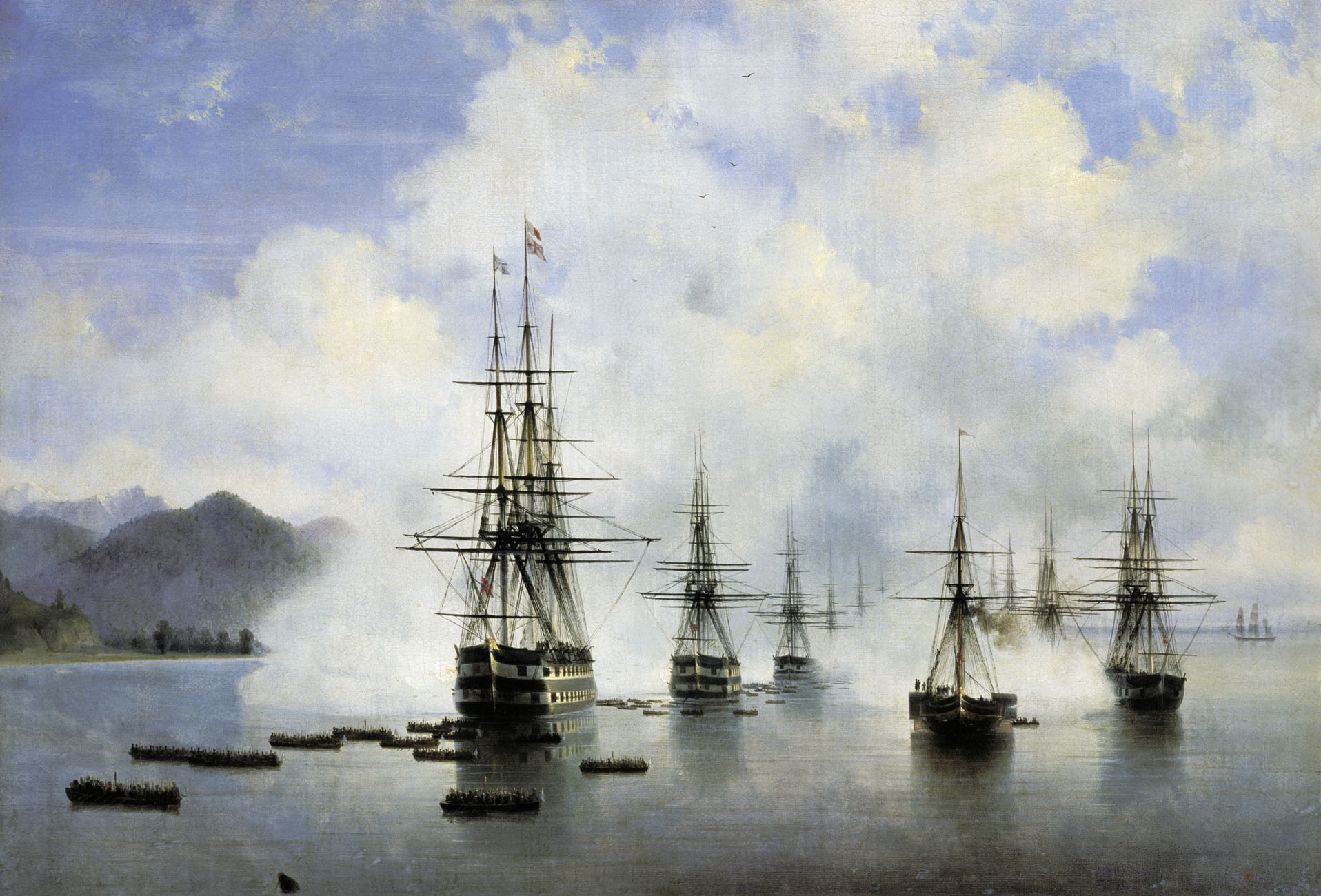
A szubasi deszant (1839)
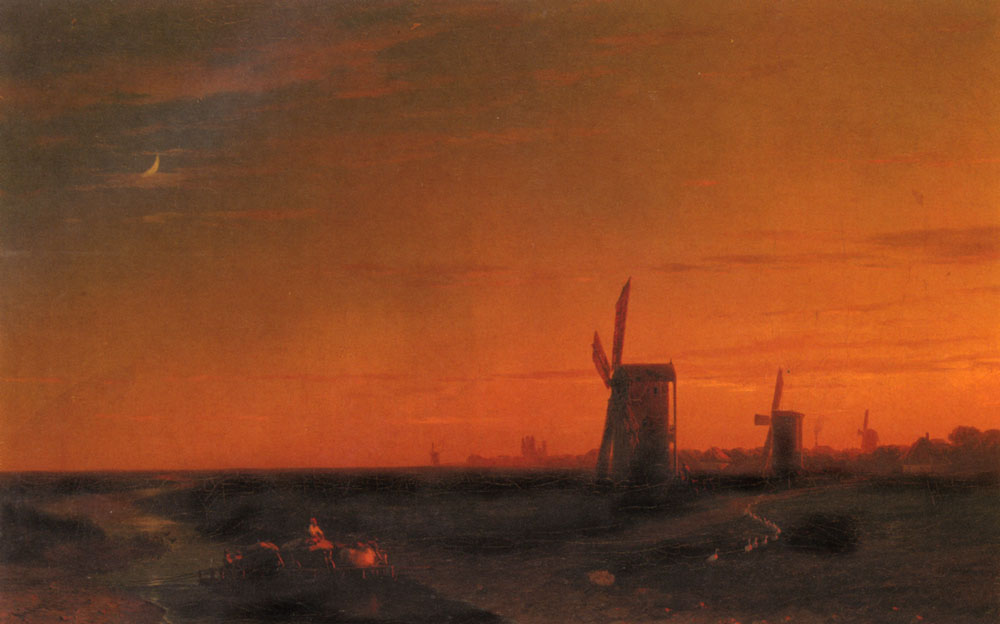
Tájkép szélmalmokkal
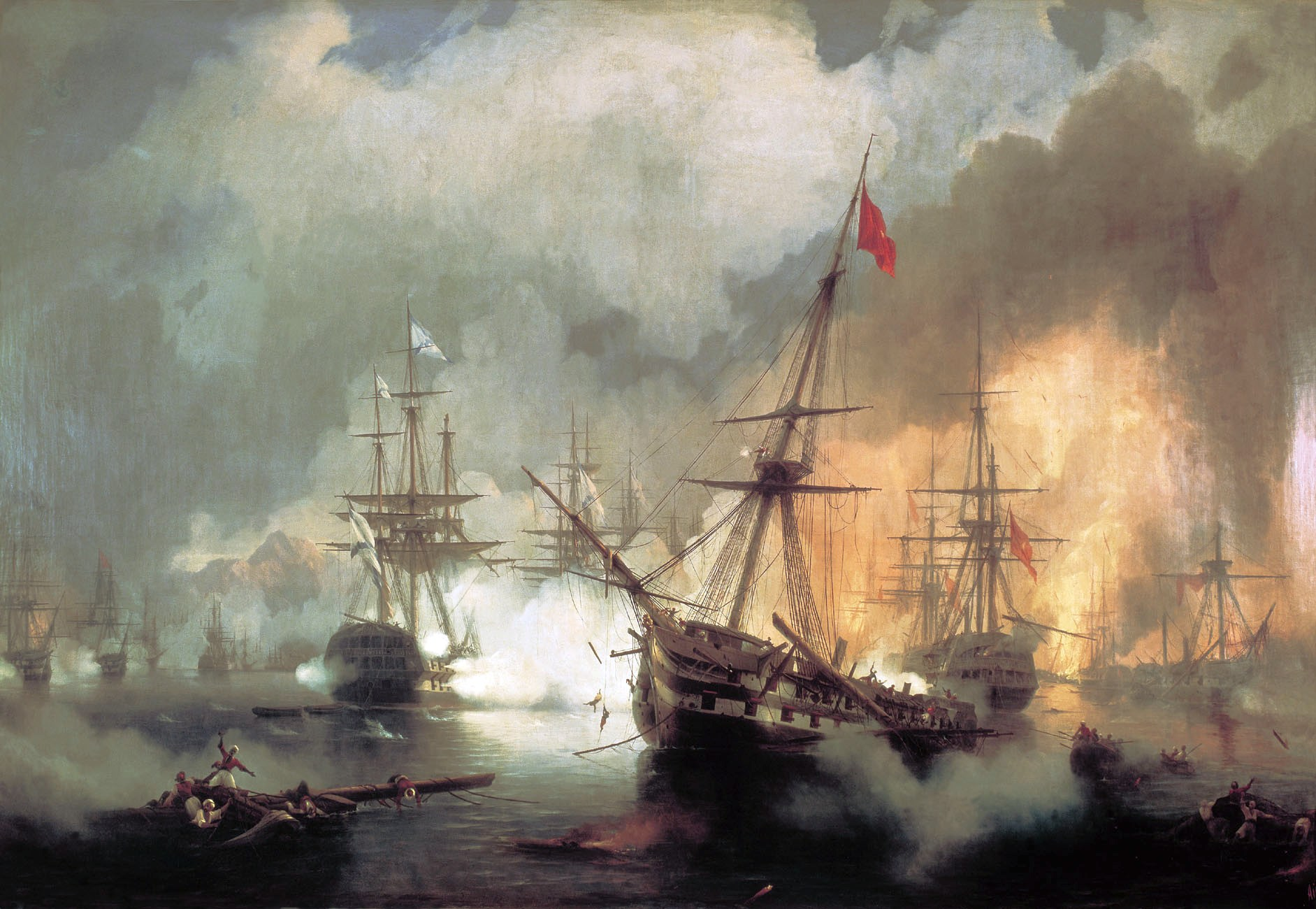
A navarinói ütközet (1846)
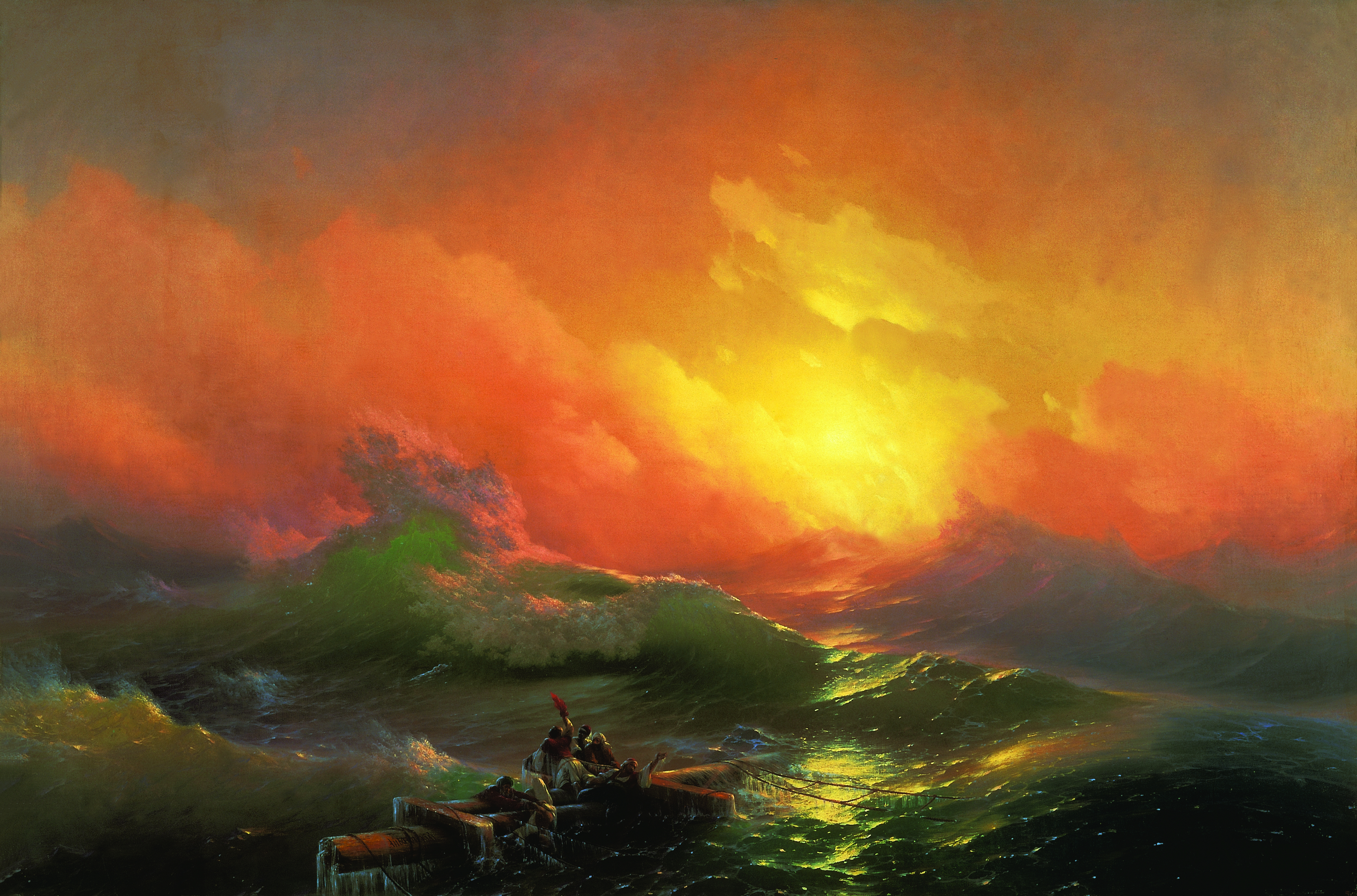
A kilencedik hullám (1850)
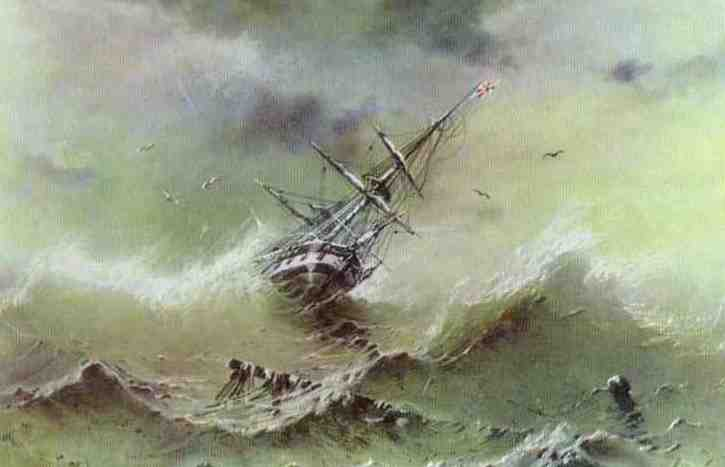
Vihar (1854)
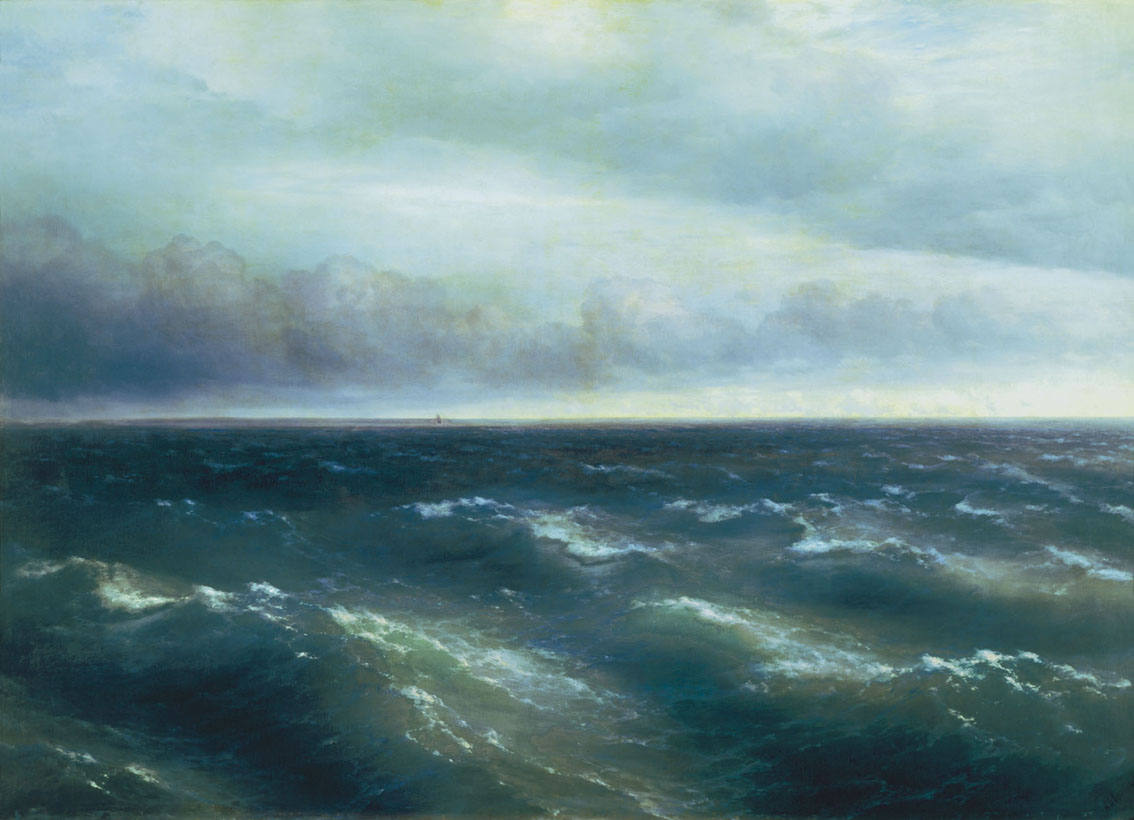
A Fekete-tenger (1881)
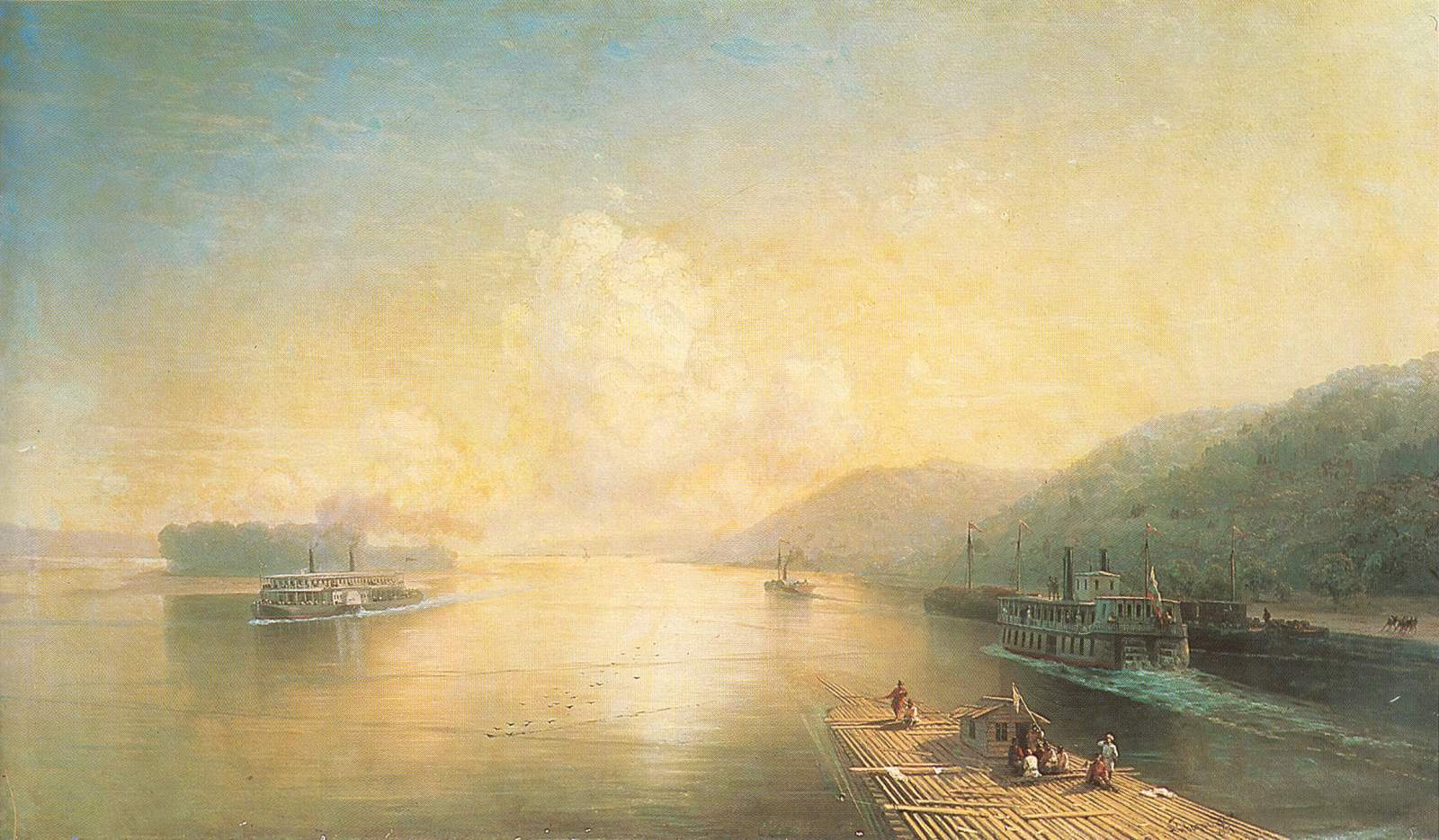
A Volga a Zsiguli hegyeknél (1887)
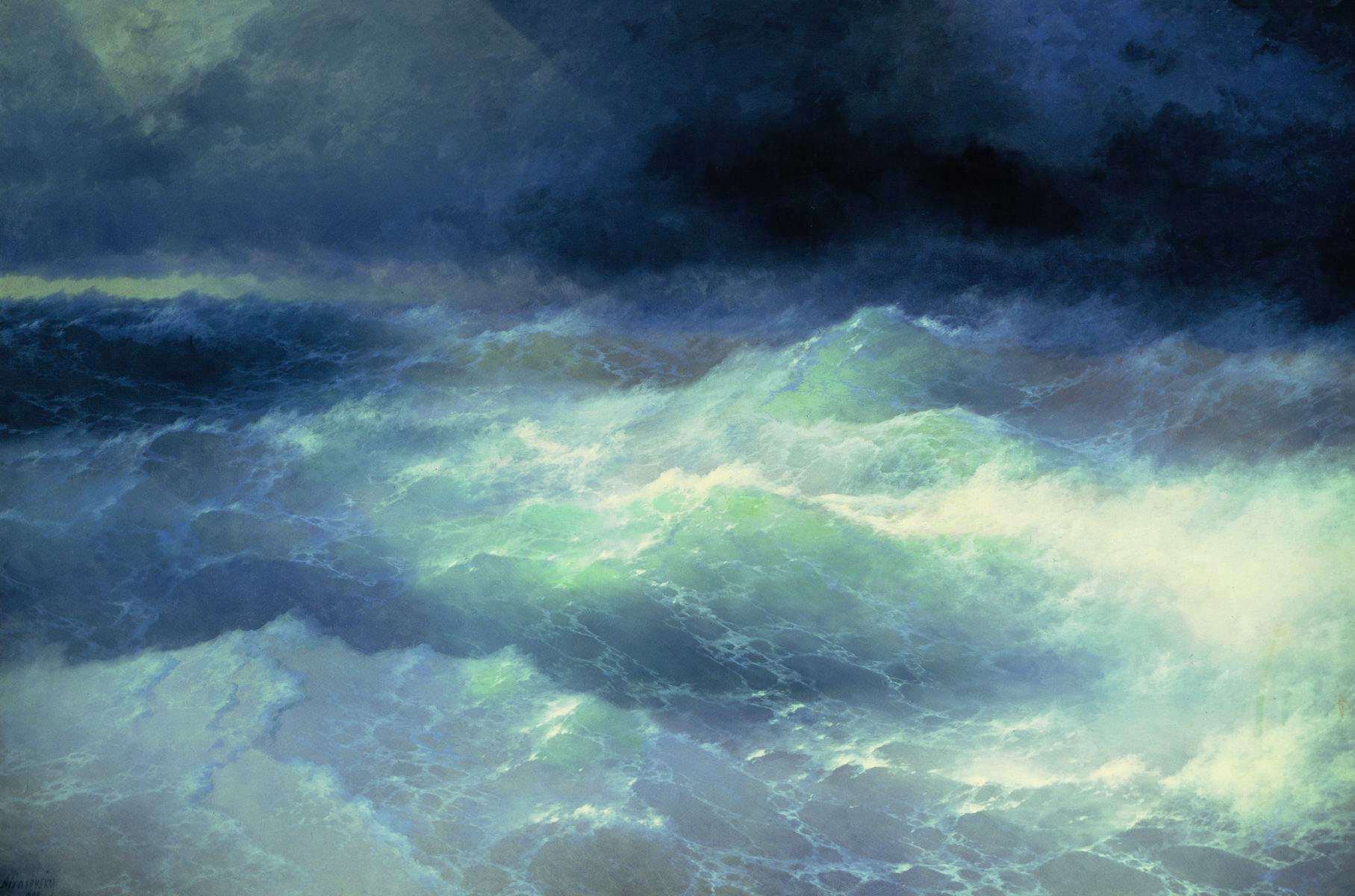
Hullámok között (1898)

### Tájképek

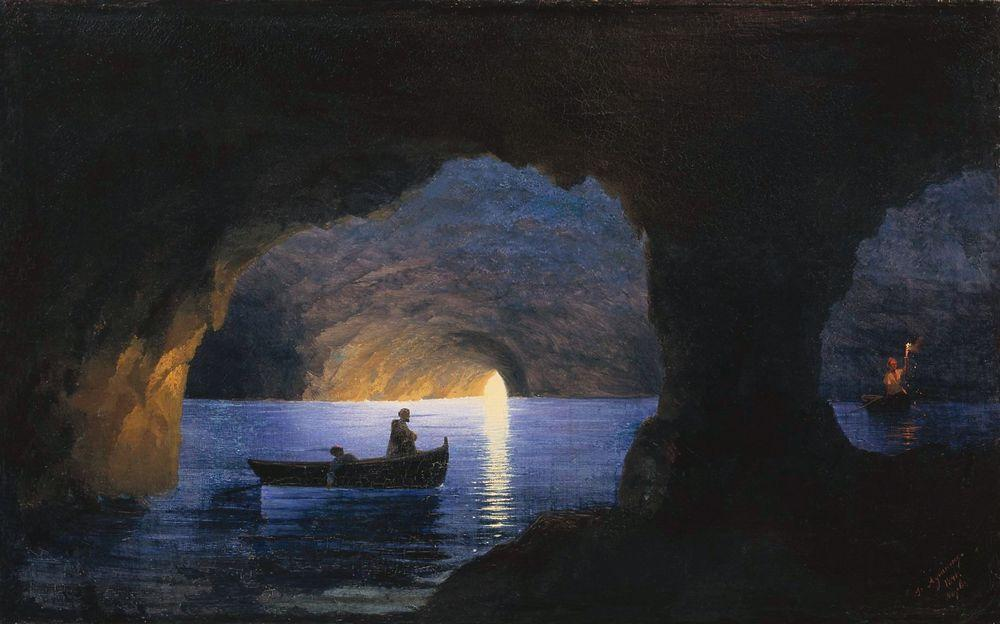
Kék barlang, Nápoly (1841)
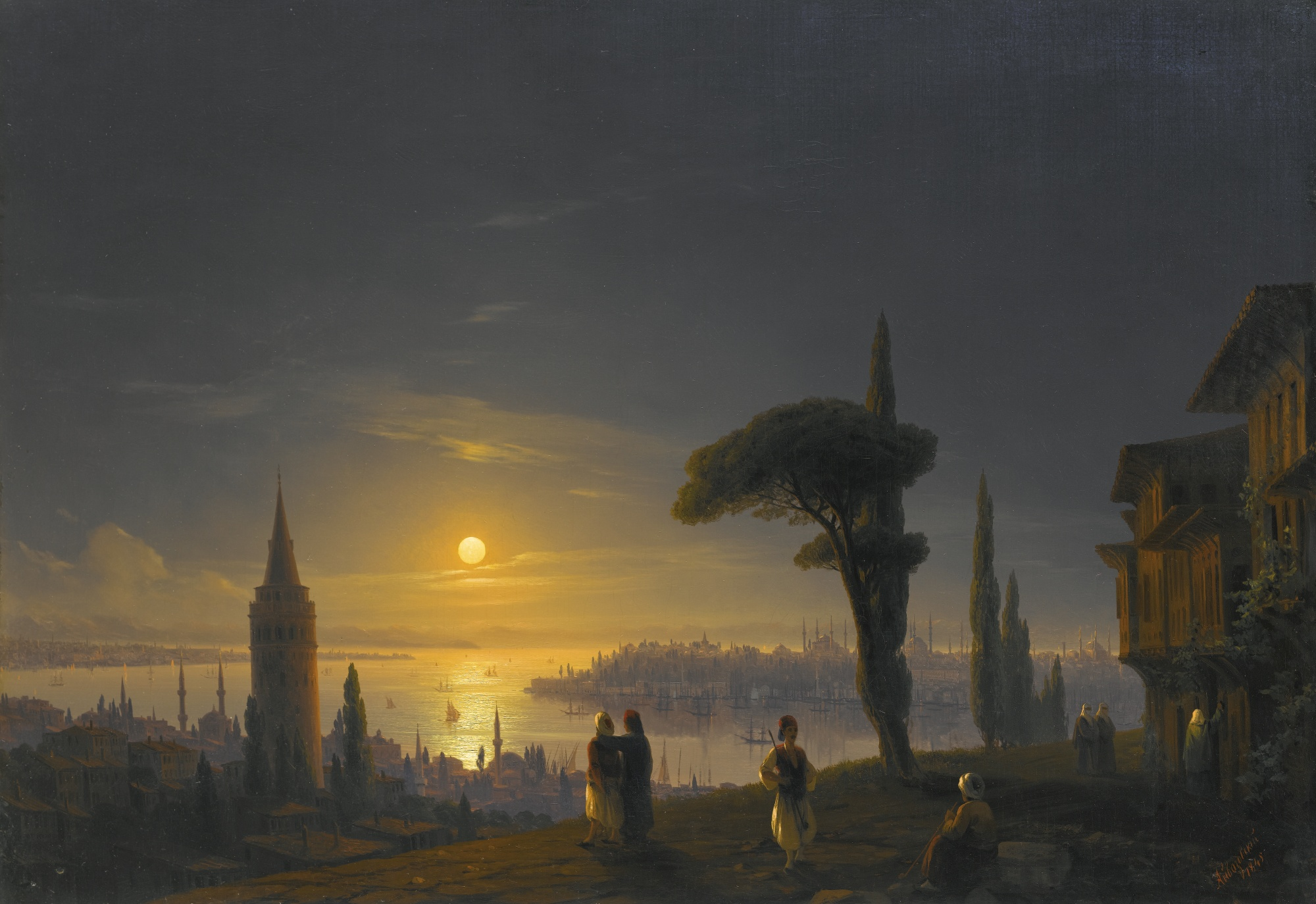
A Galata-torony holdfényben (1845)
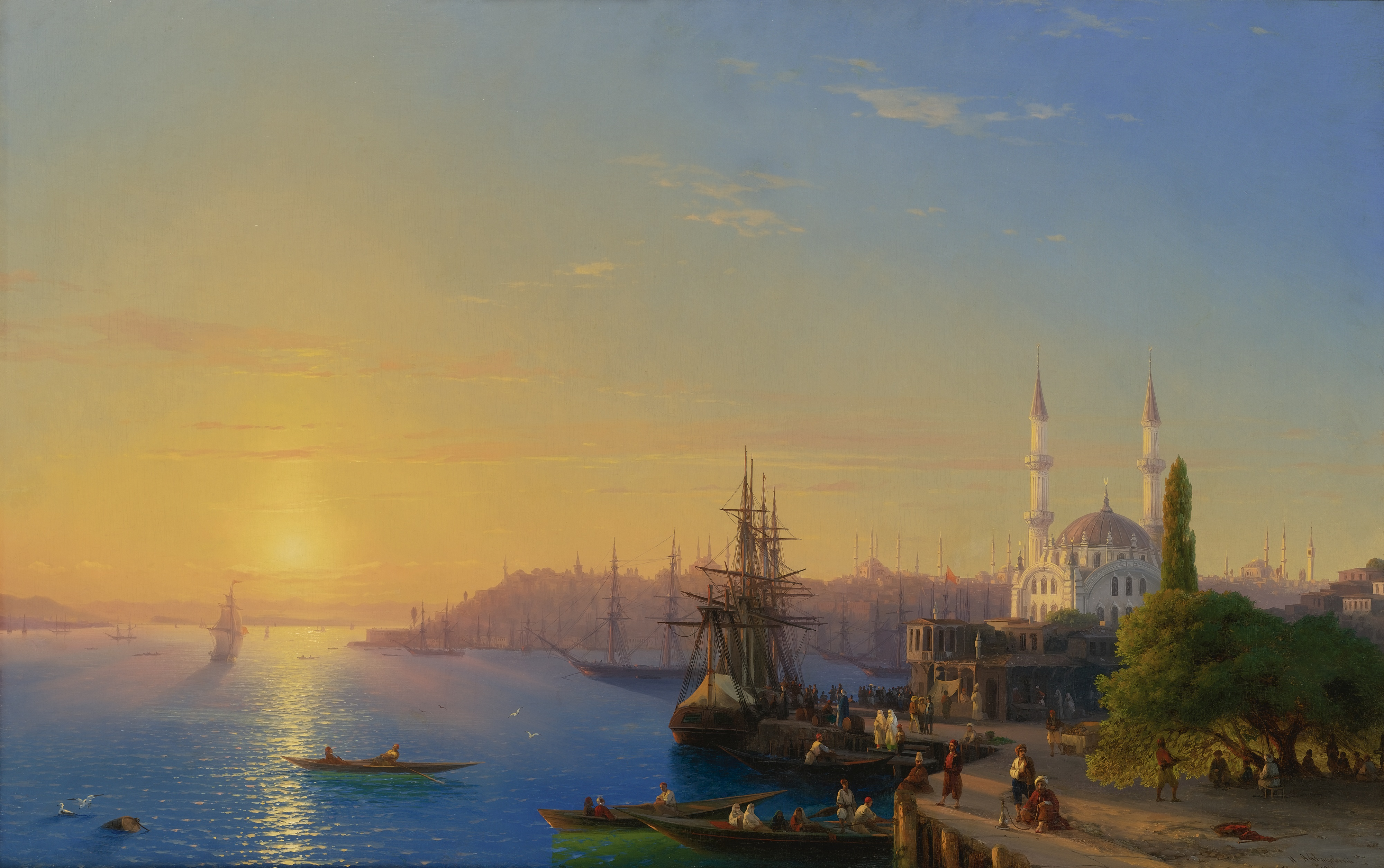
Konstantinápoly látképe, az újonnan épült Ortaköy mecsettel (1856)
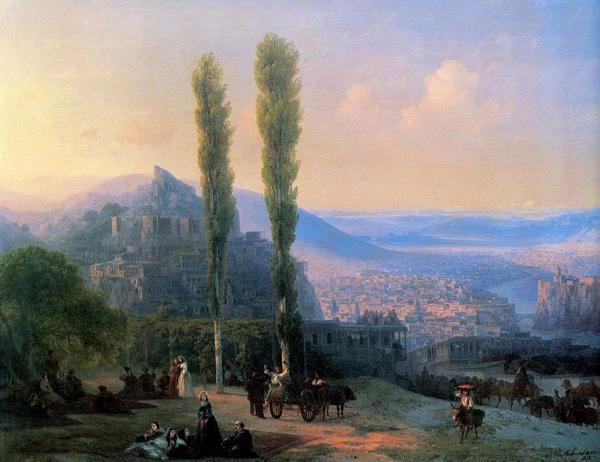
Tbiliszi látképe (1869)
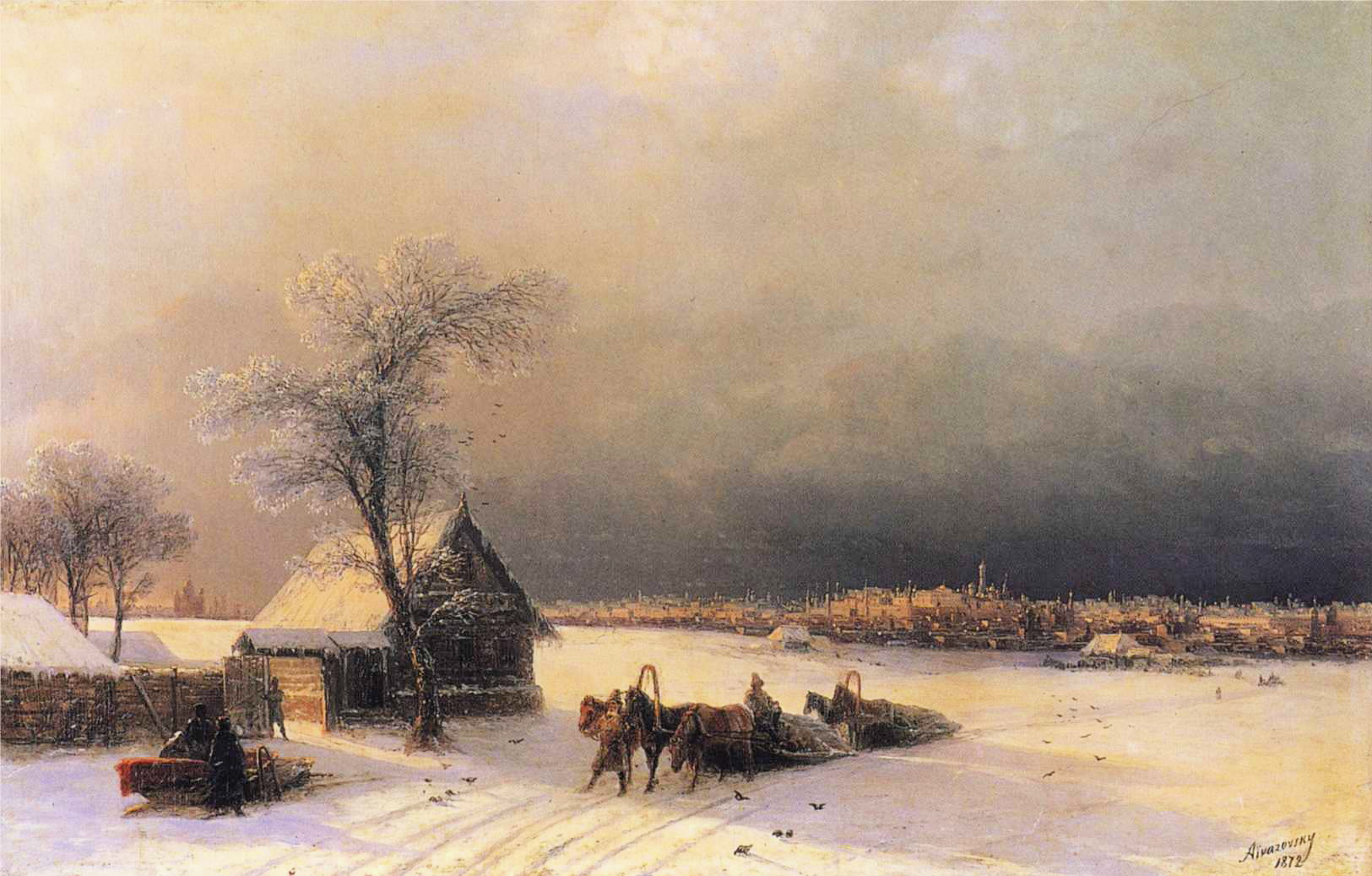
Moszkva télen a Veréb-hegyről nézve (1872)

### Tenger

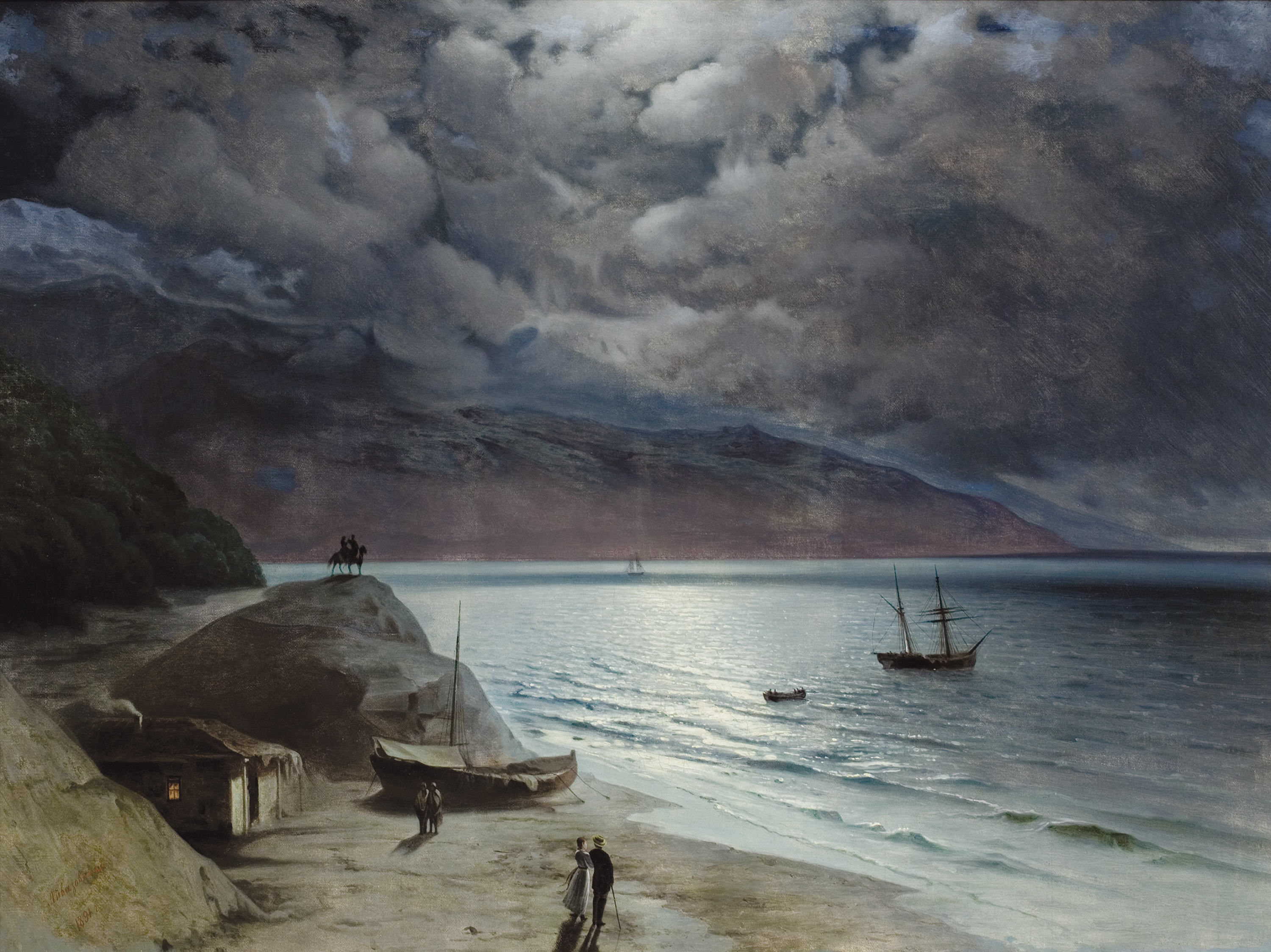
Gurzuf éjszaka
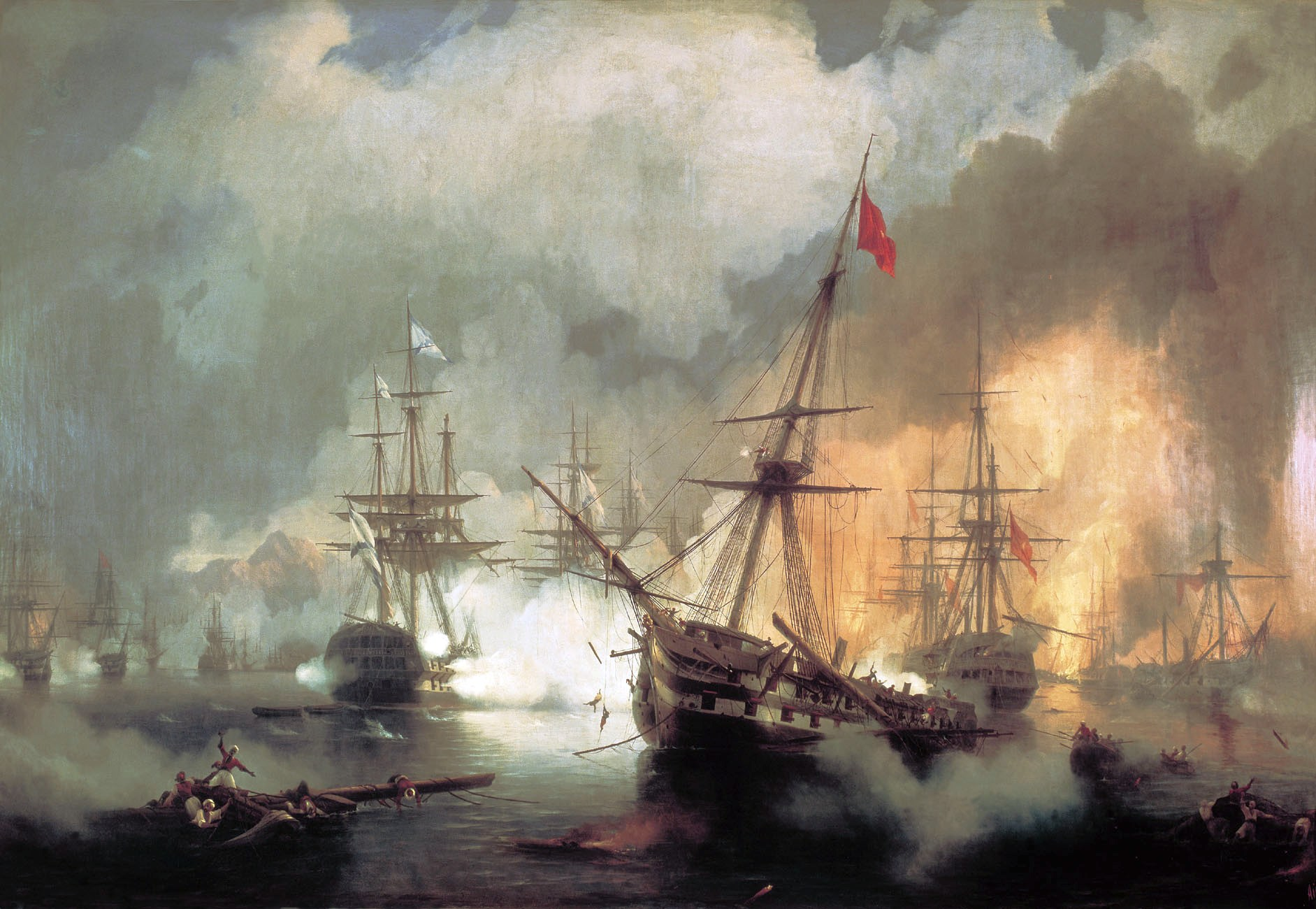
Navarinói ütközet (1848)
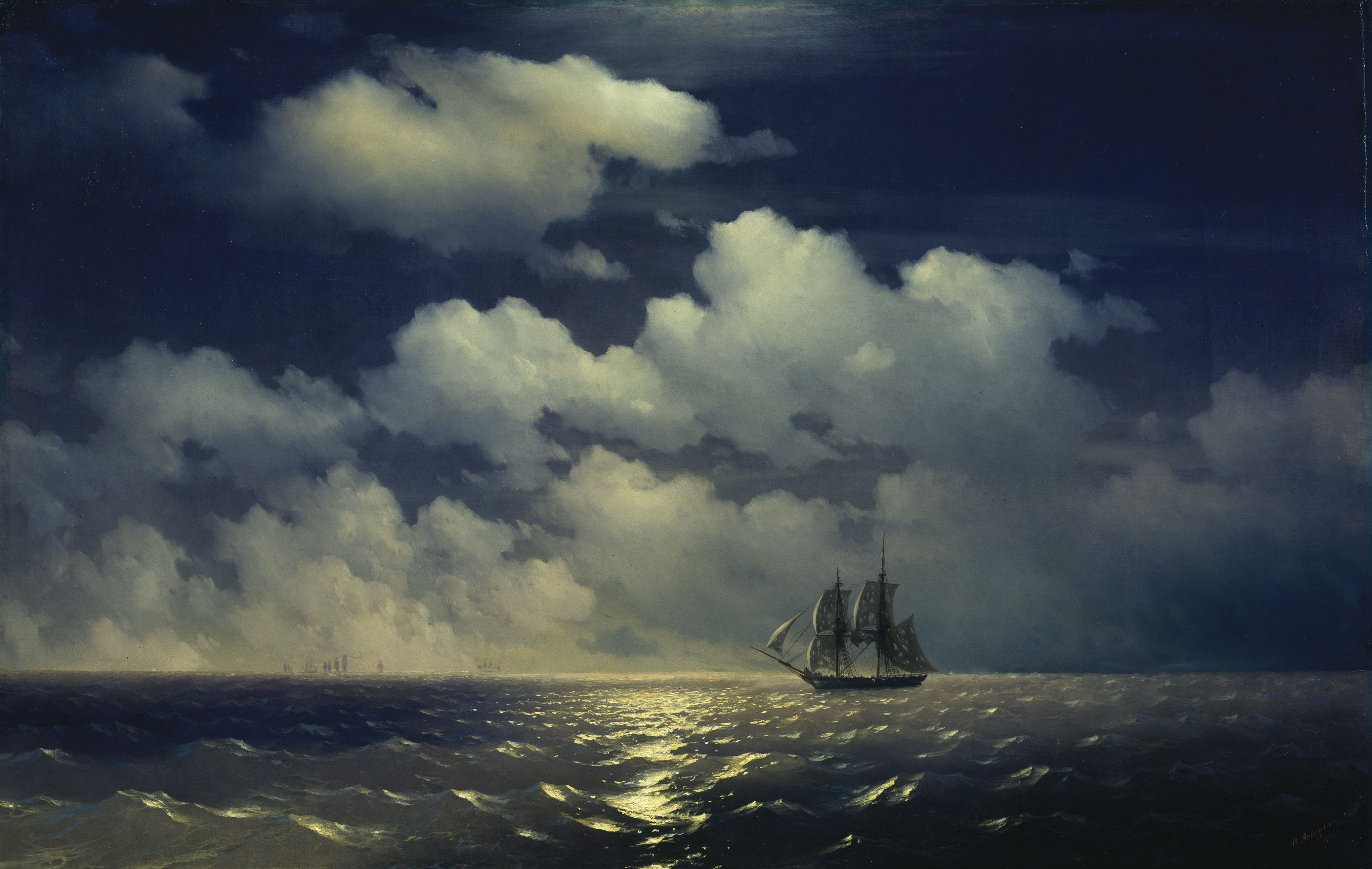
A Merkúr brigg két török hajó legyőzése után (1848)
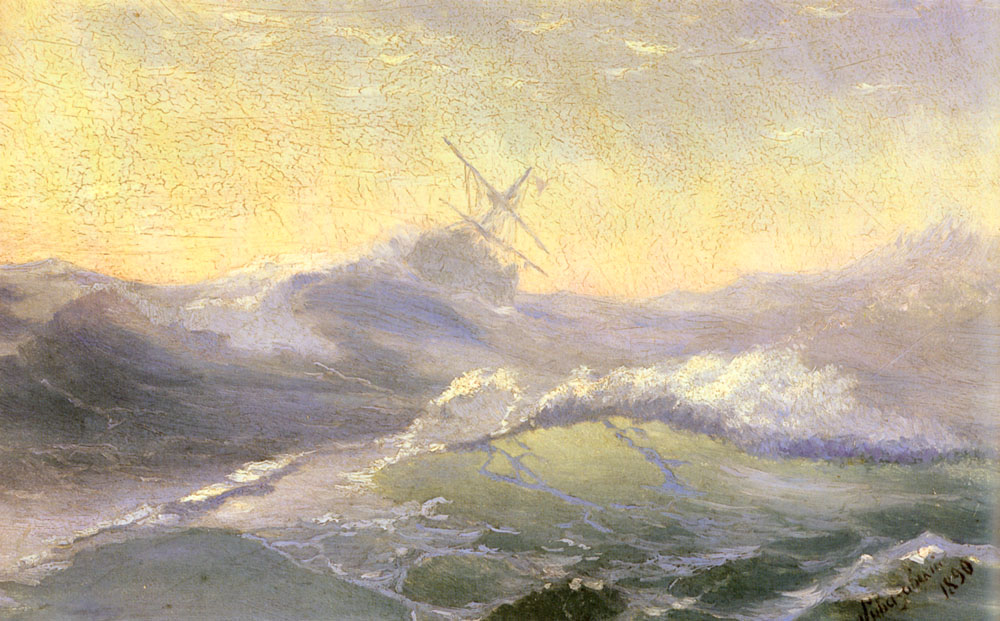
Élénk hullámzásban
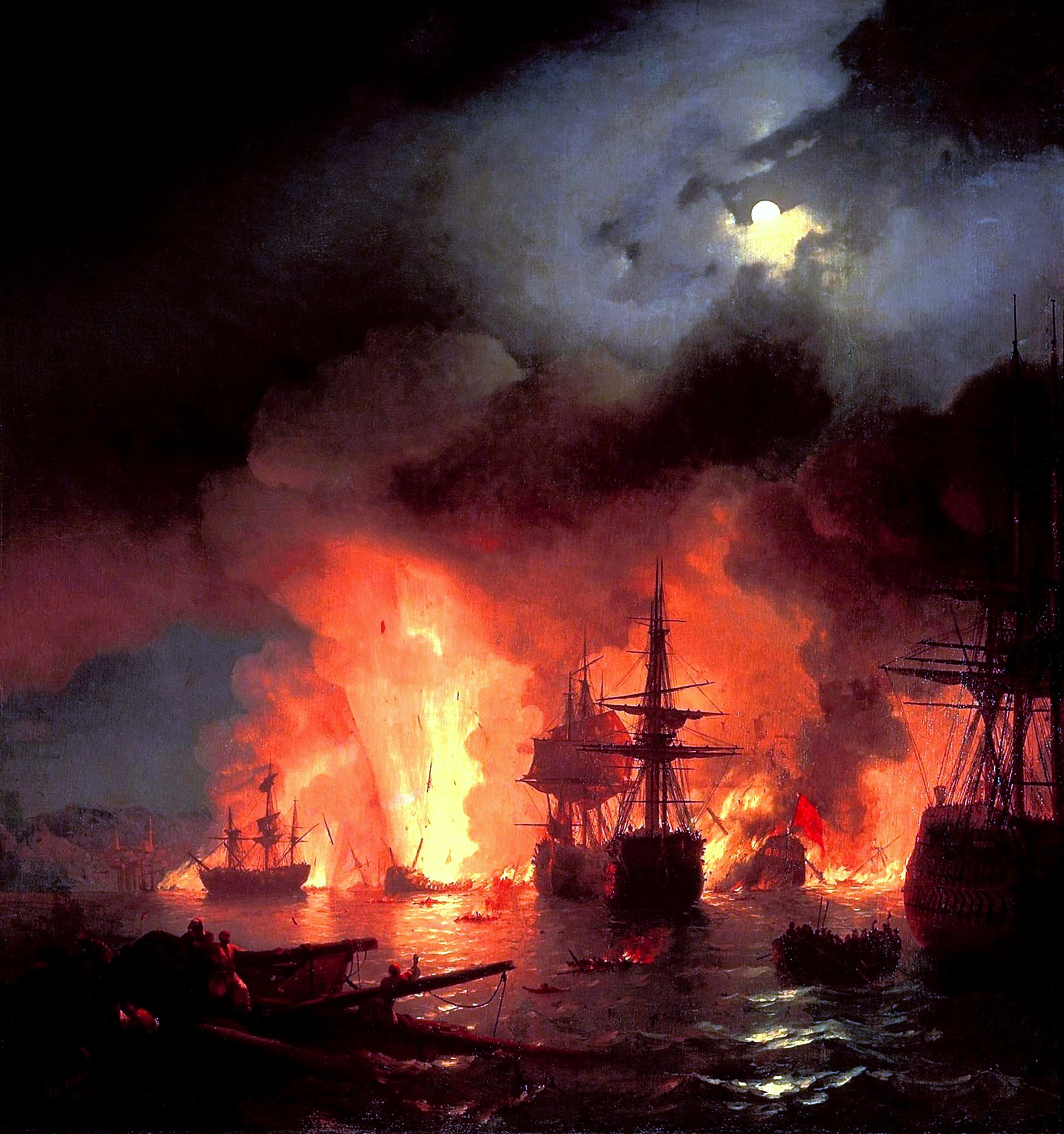
Çeşme-i ütközet éjszaka (1856)
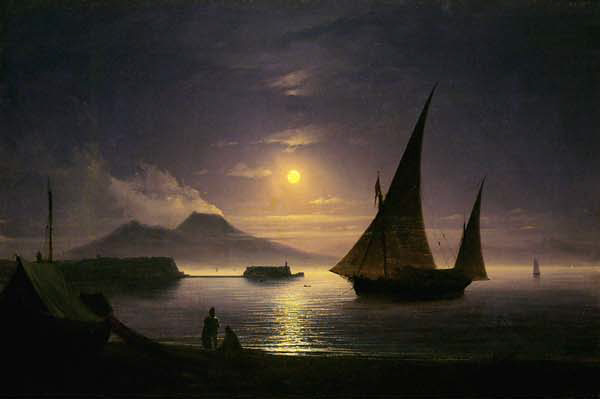
Nápolyi öböl (1842)
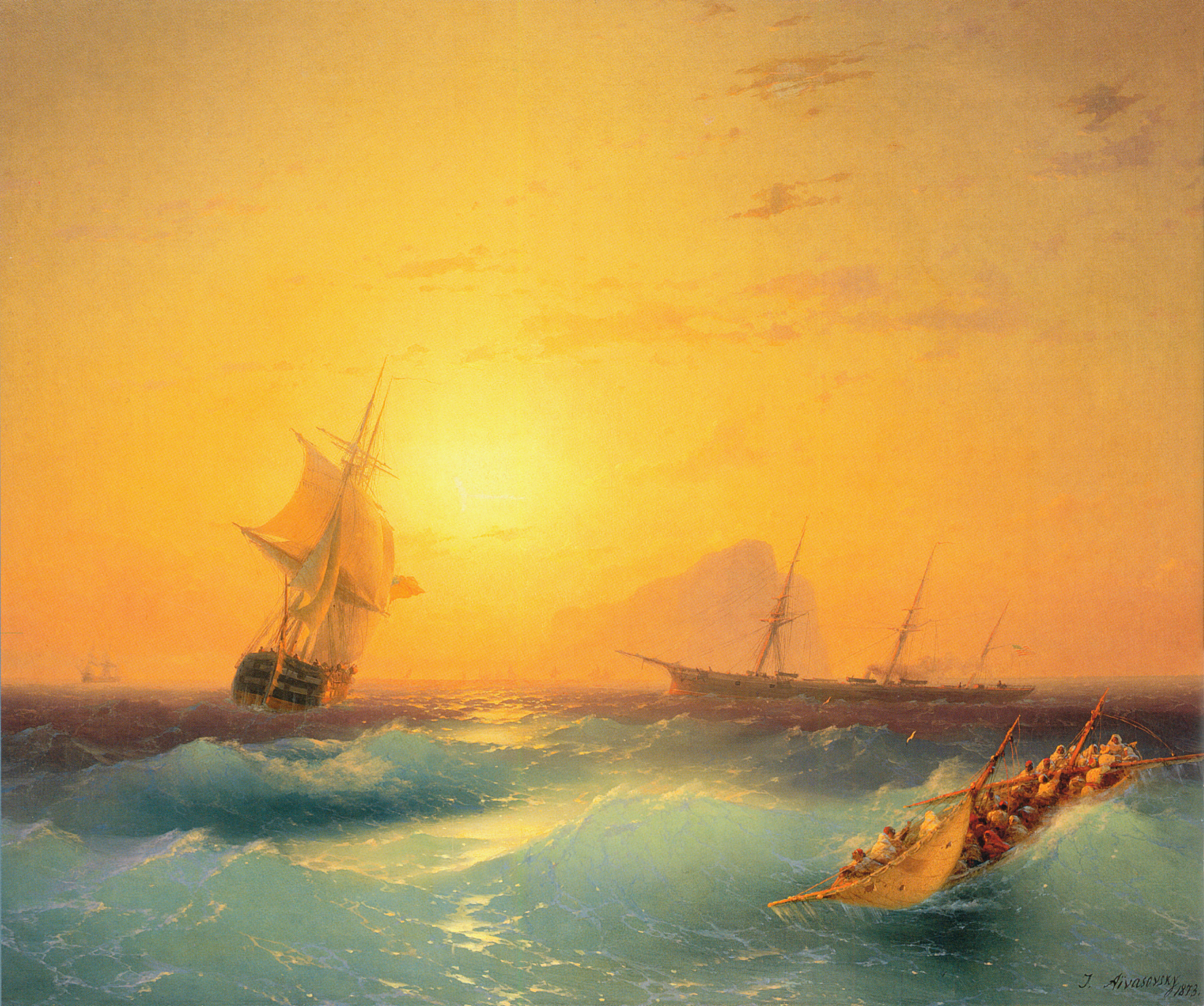
Amerikai hajók a gibraltári sziklánál (1873)
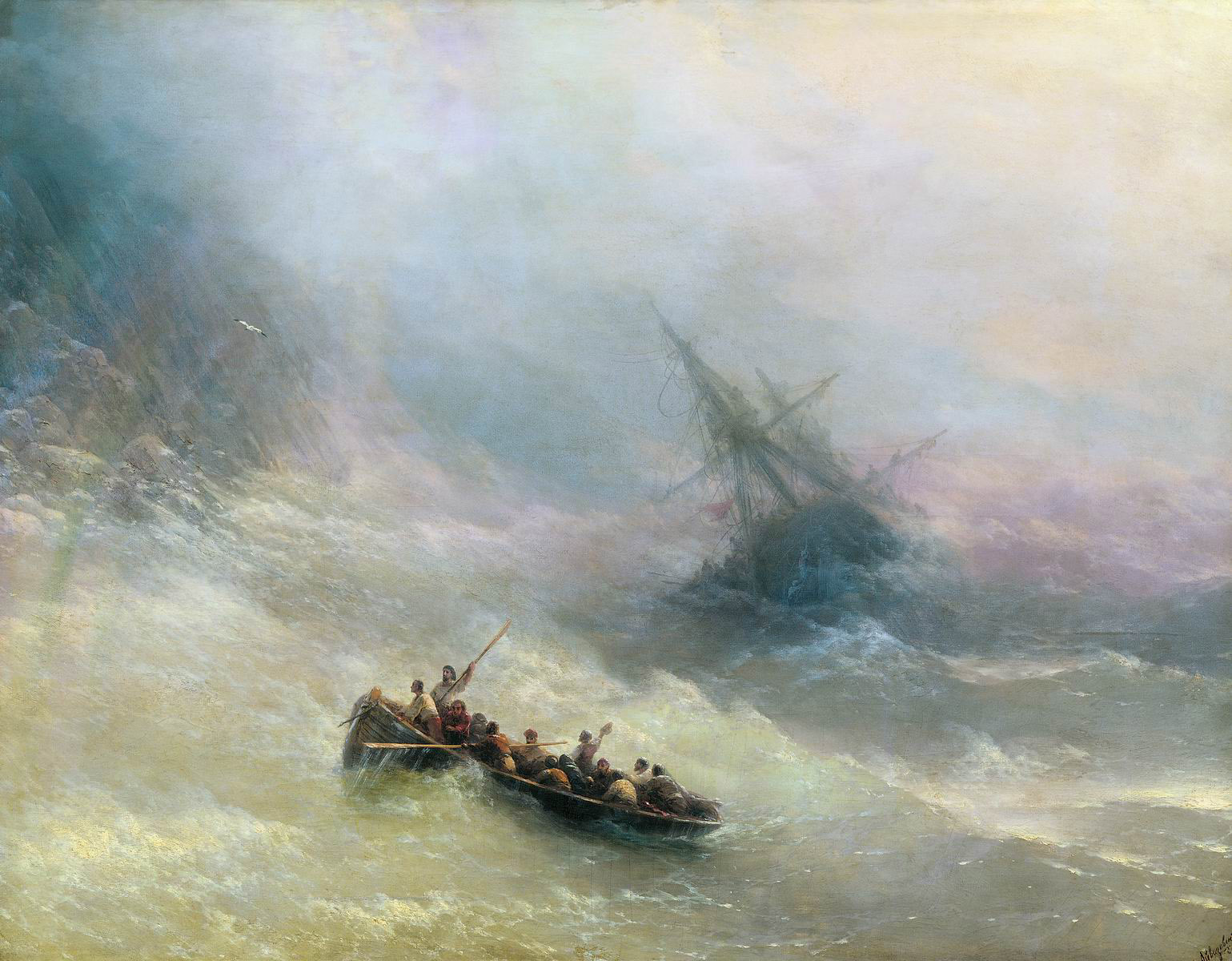
Szivárvány (1873)
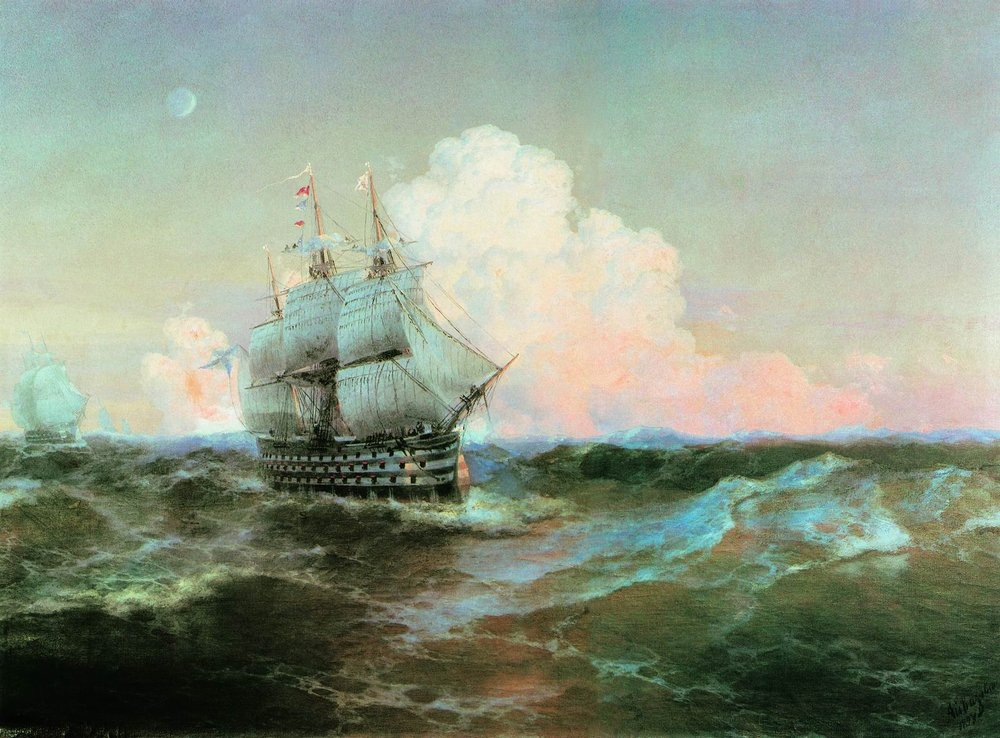
A „Tizenkét apostol” hajó (1878)
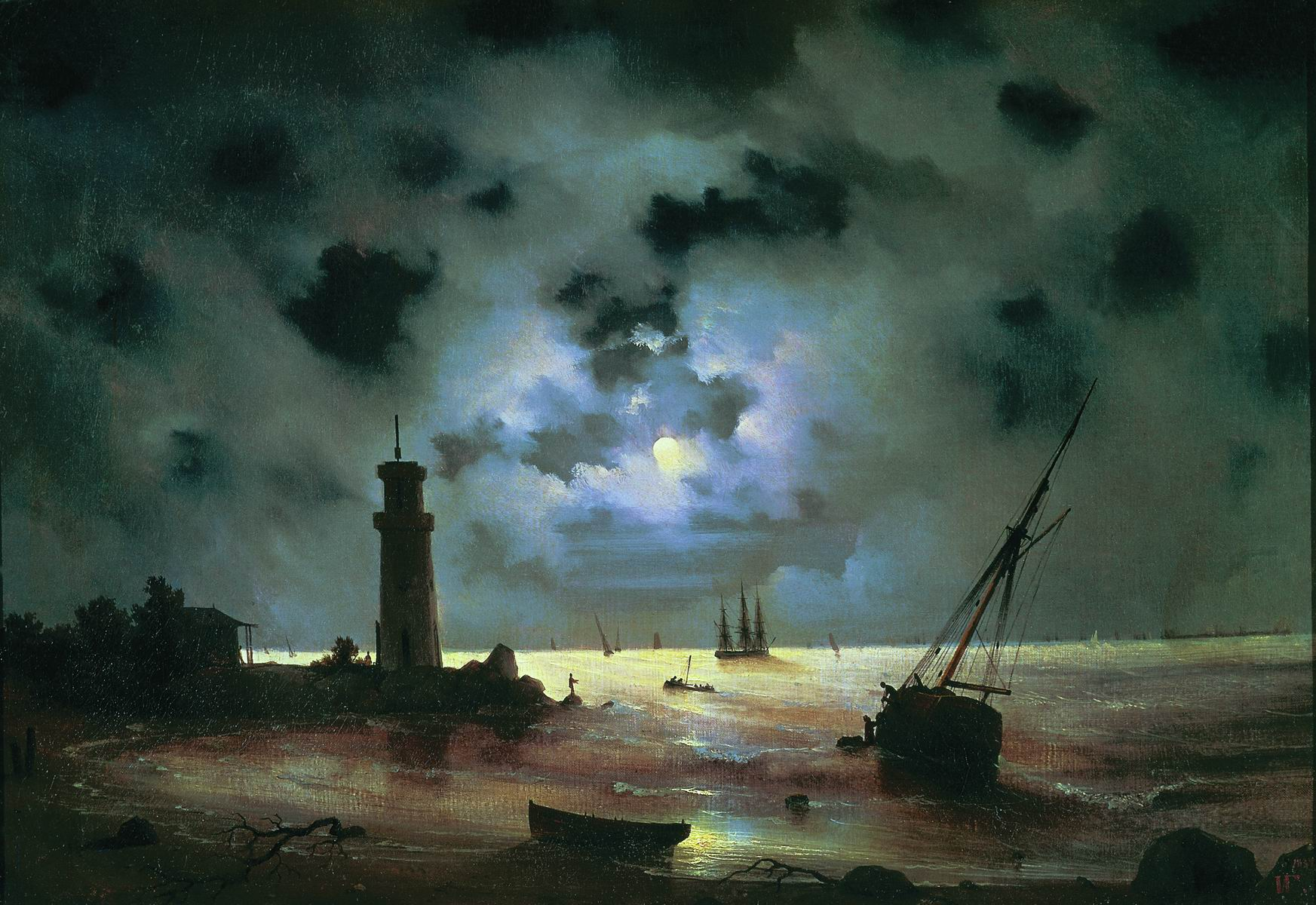
Éjszakai tengerpart a világítótorony közelében
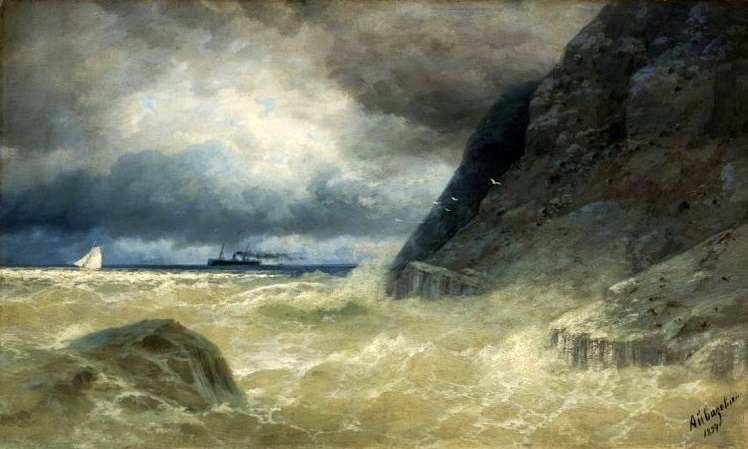
Tengeri tájkép gőzhajóval (1886)
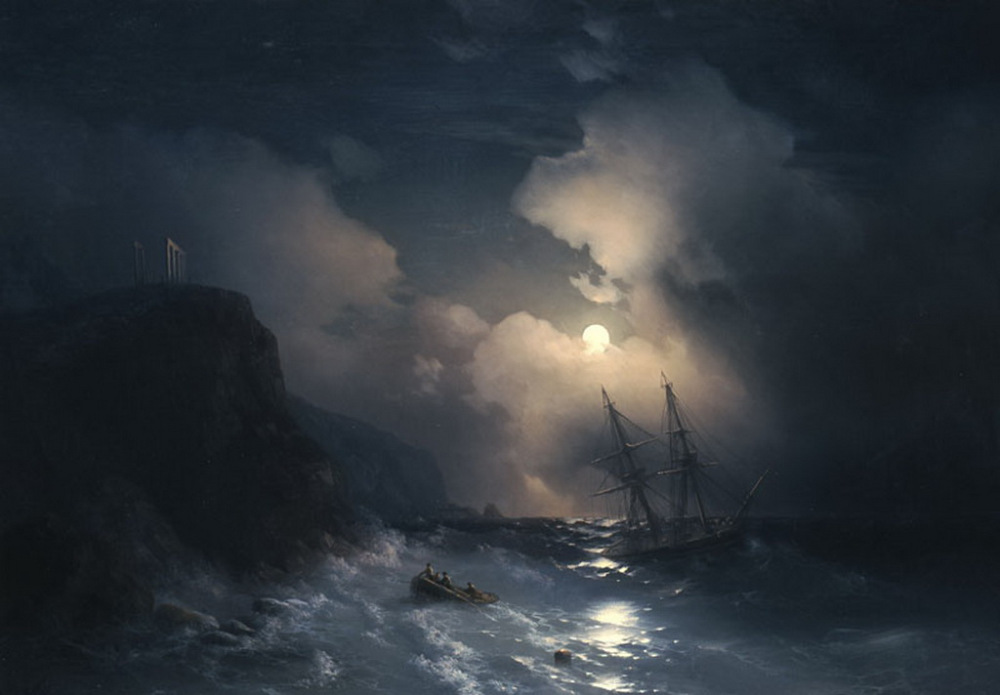
Vihar Szunionnál (1856)
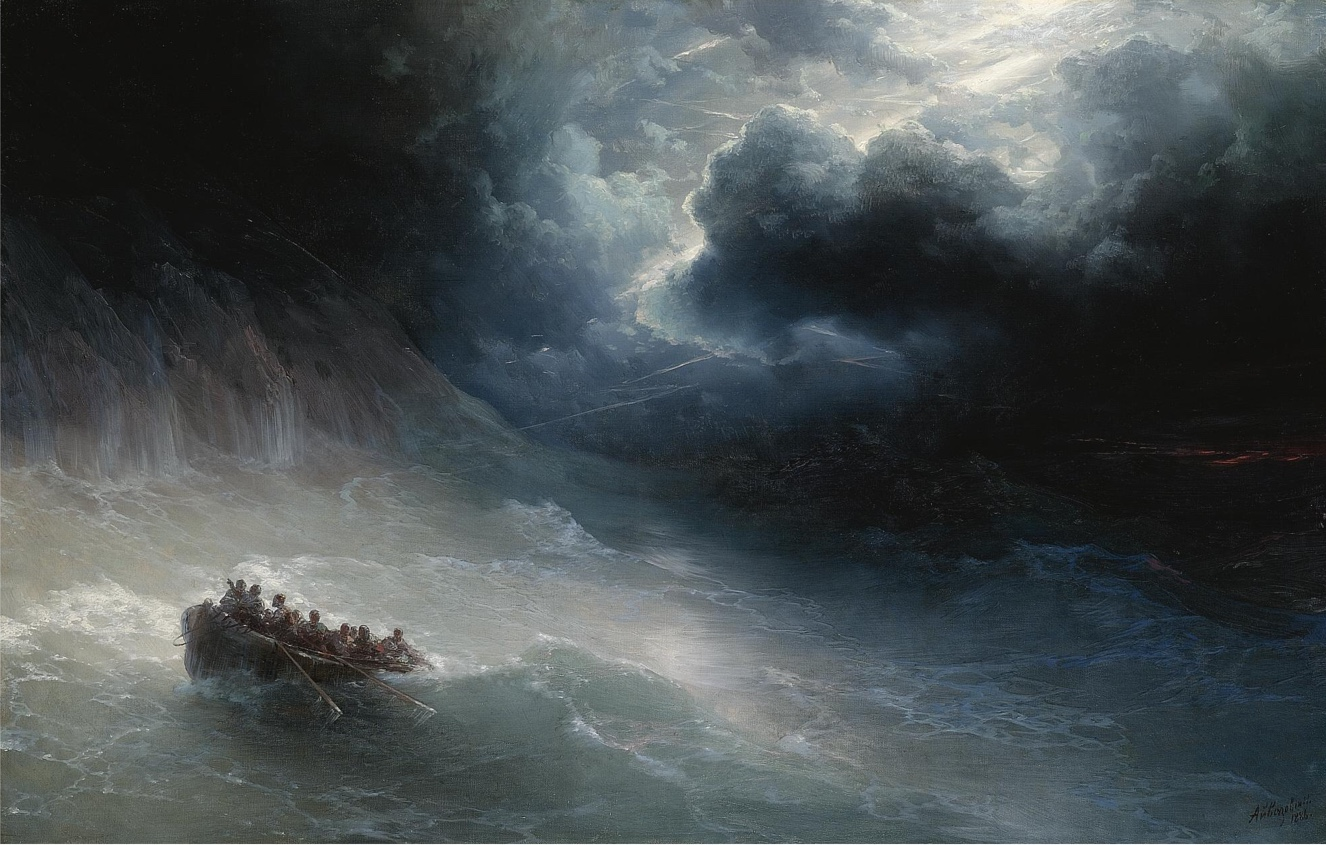
A tengerek haragja (1886)
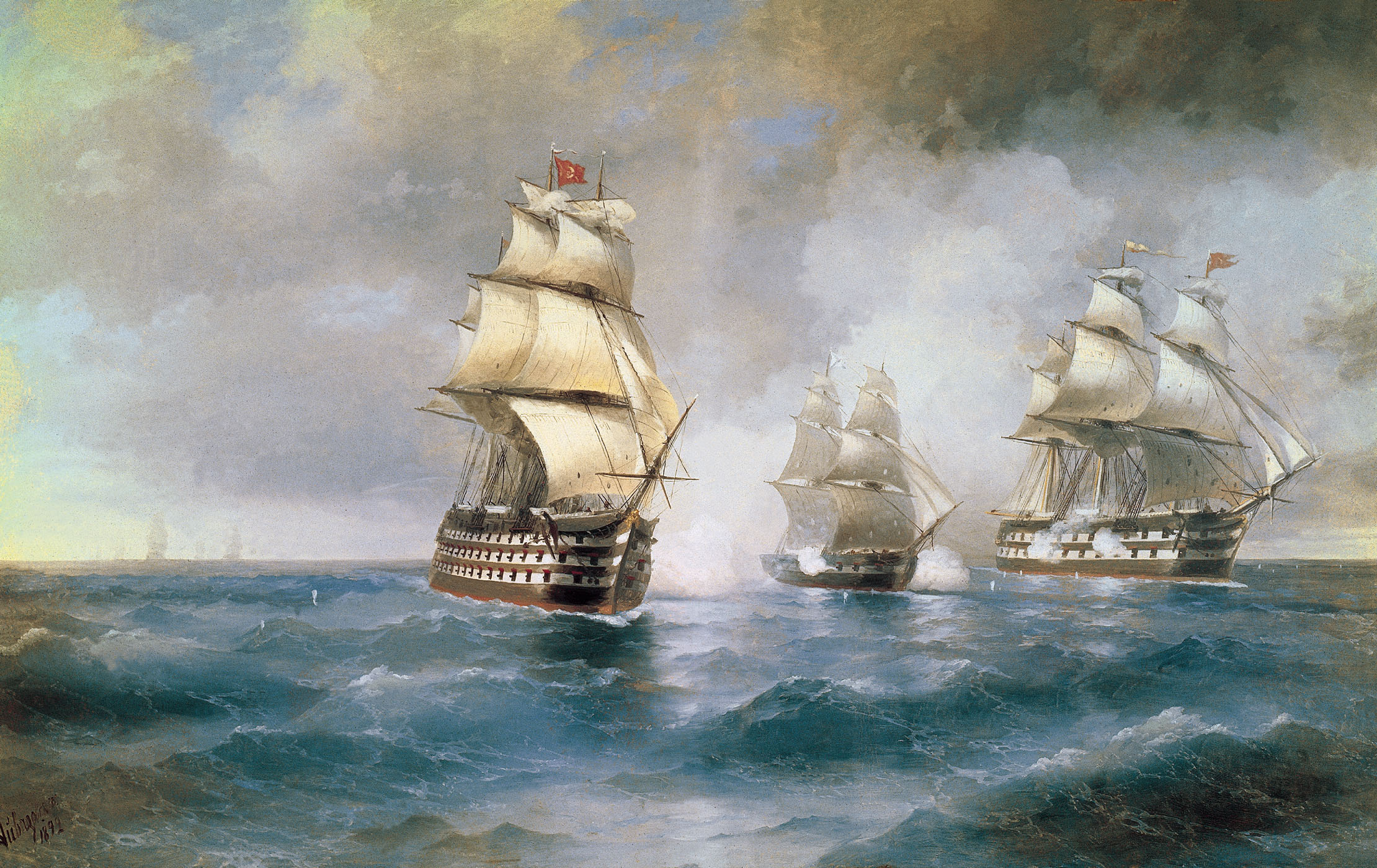
A Merkúr brigget két török hajó támadja (1892)
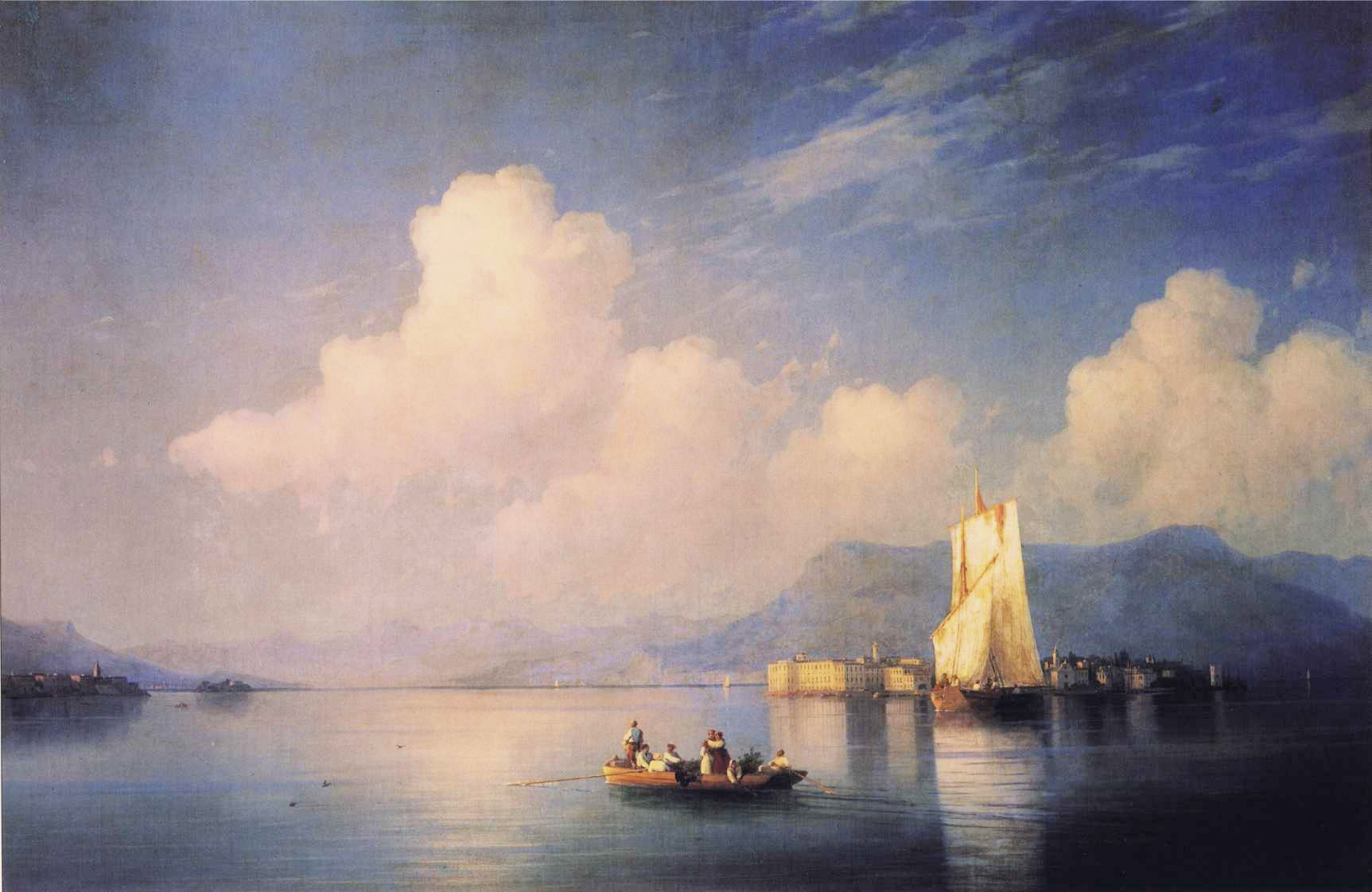
A Maggiore tó este (1892)

### Vallásos festmények

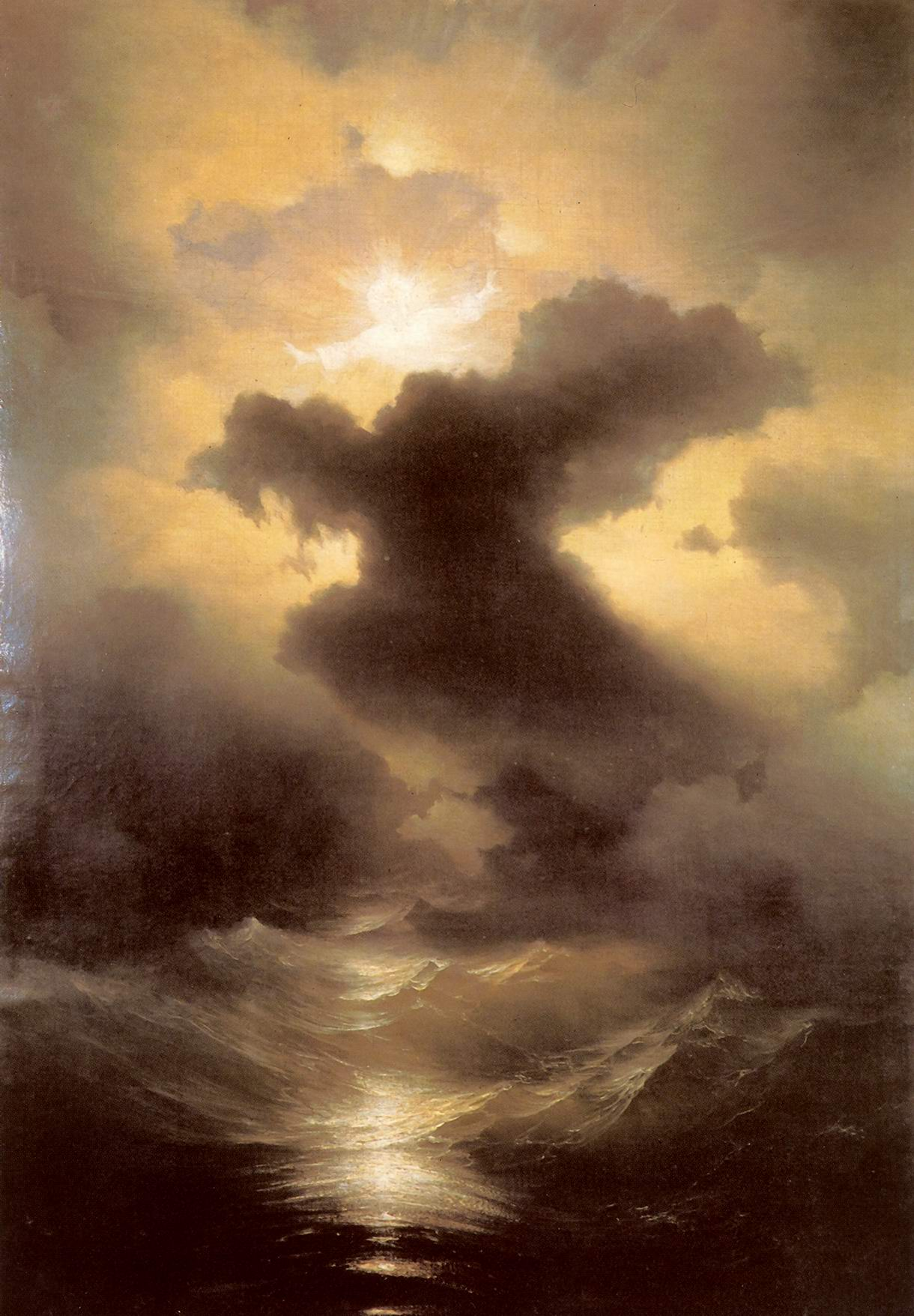
Káosz (1841)
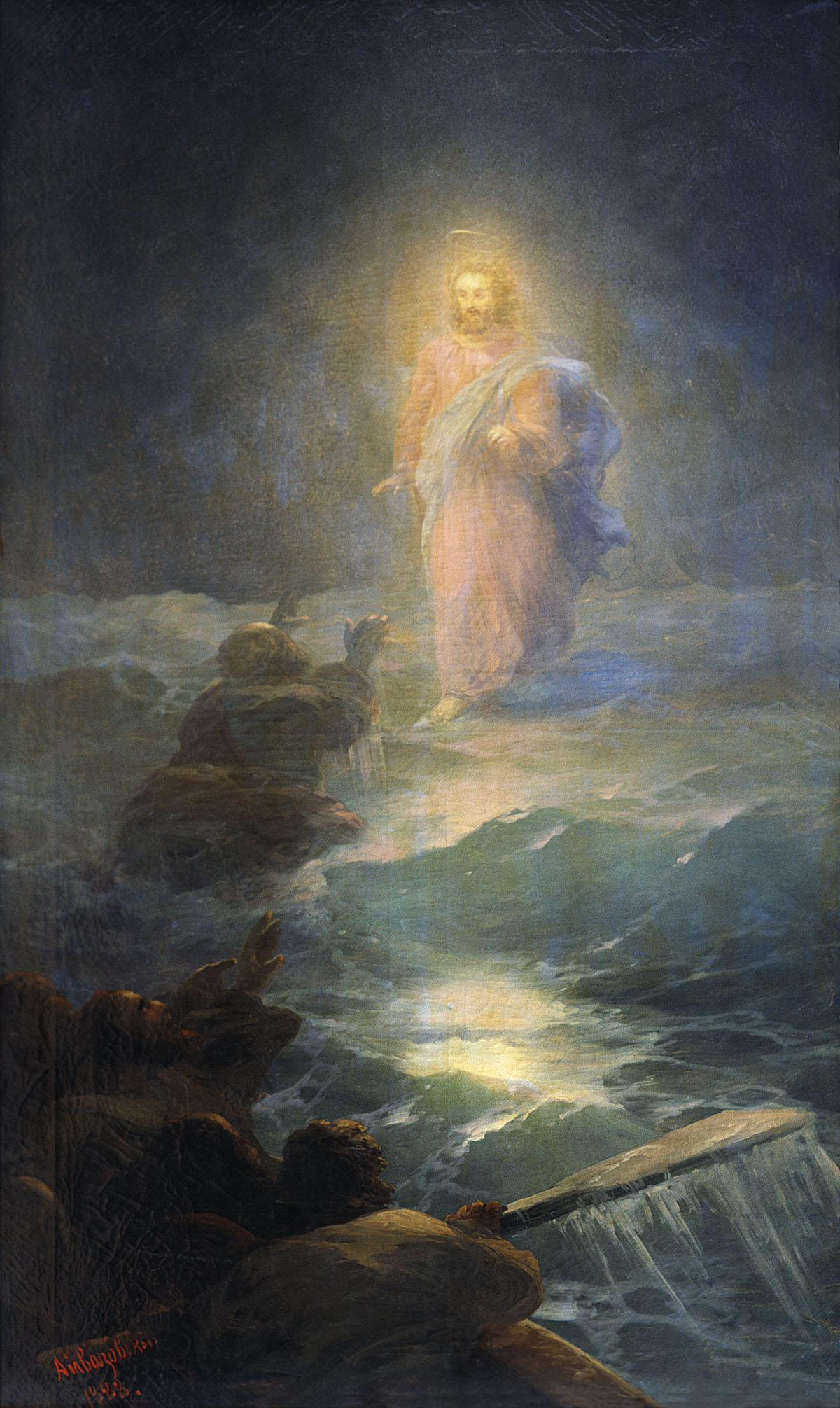
Jézus a vízen jár (1888)
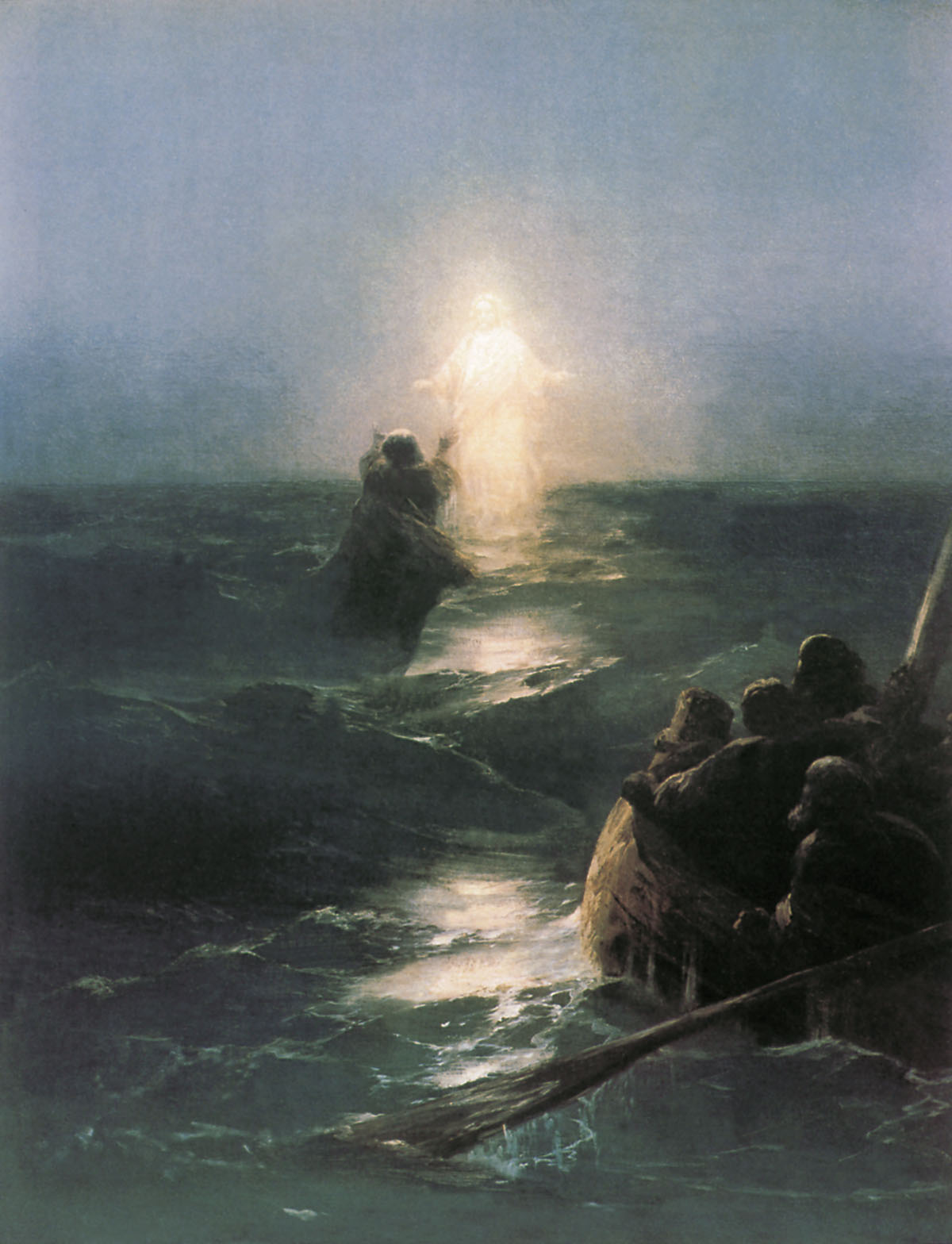
Jézus a vízen jár (1890)
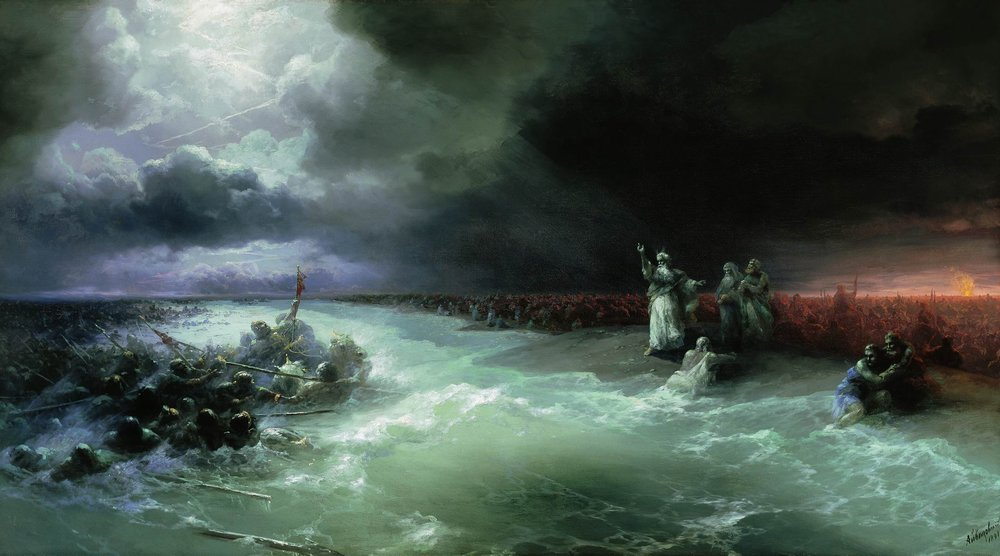
A zsidók áthaladása a Vörös-tengeren (1891)

### Távoli vidékek

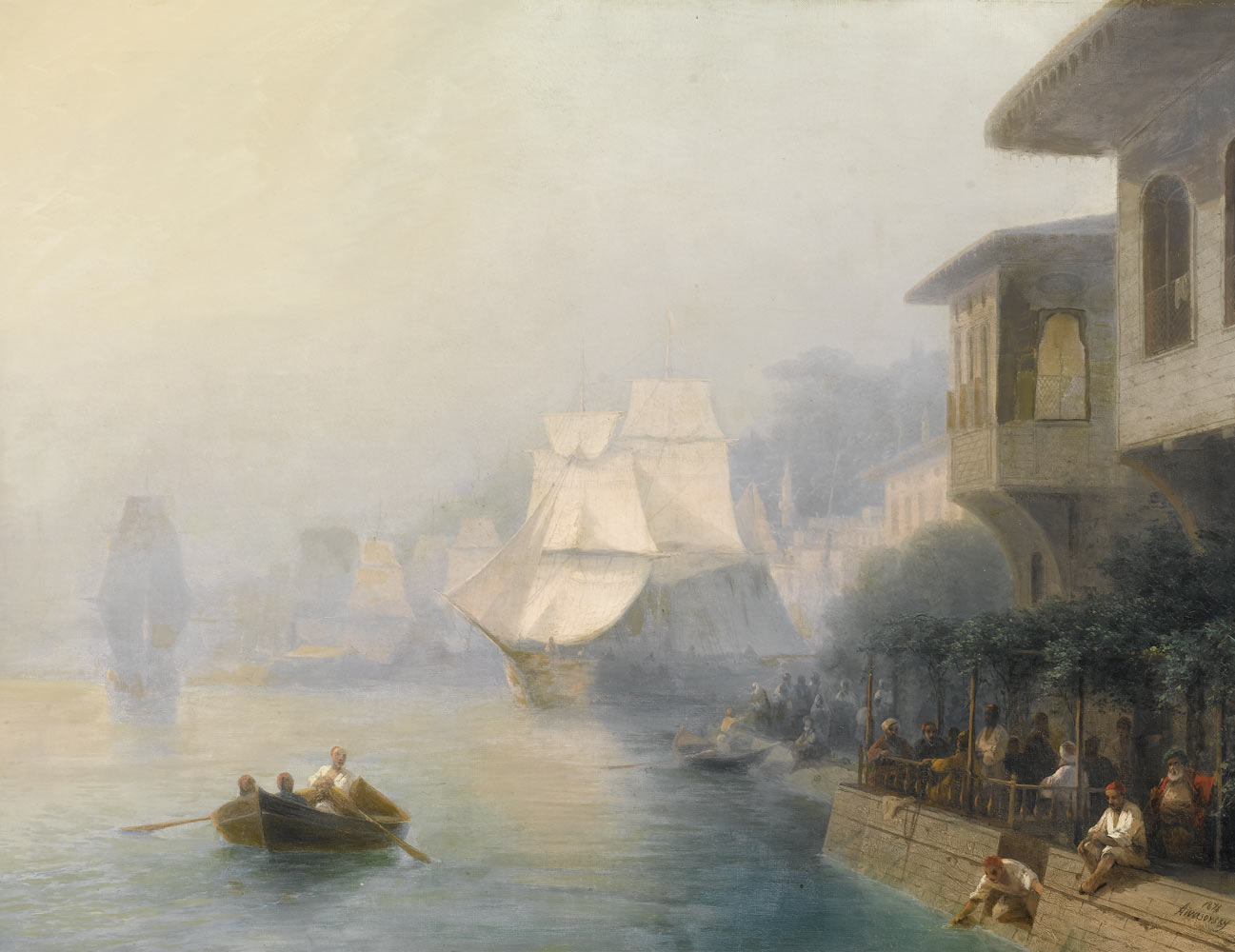
Bosphorus
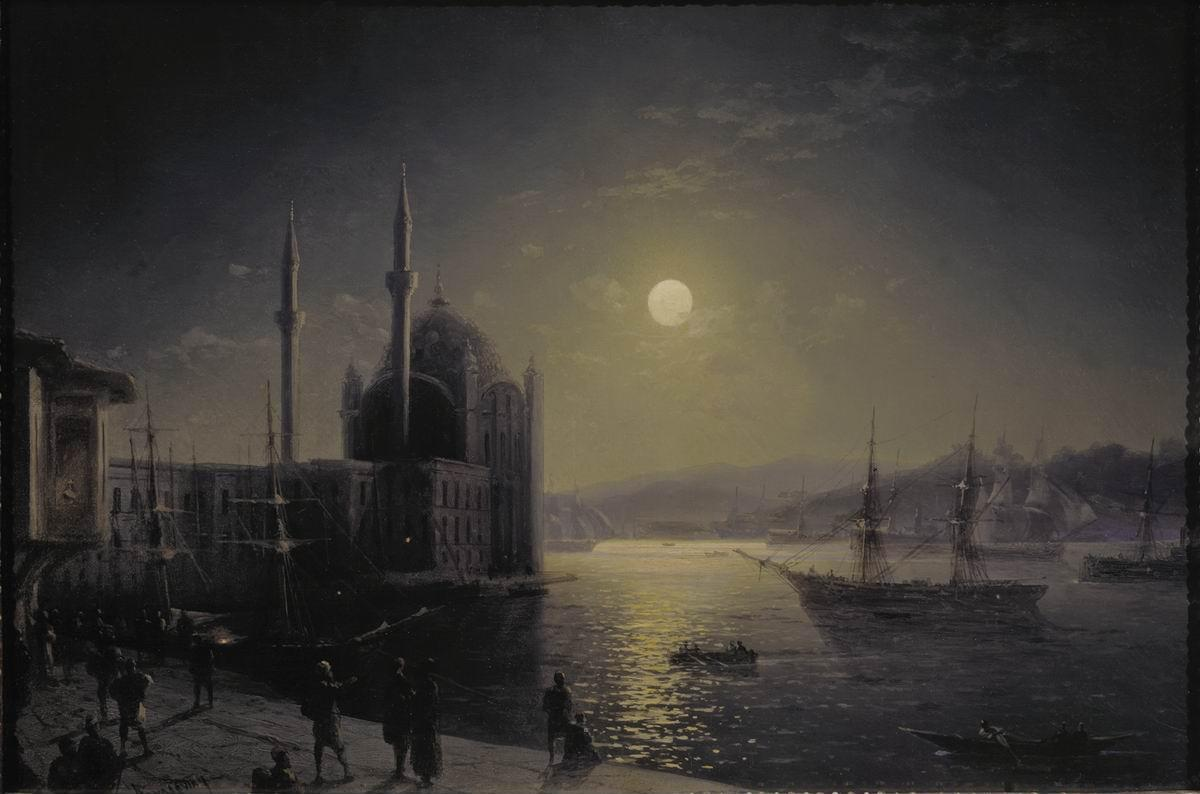
A Moonlit Night on the Bosphorus
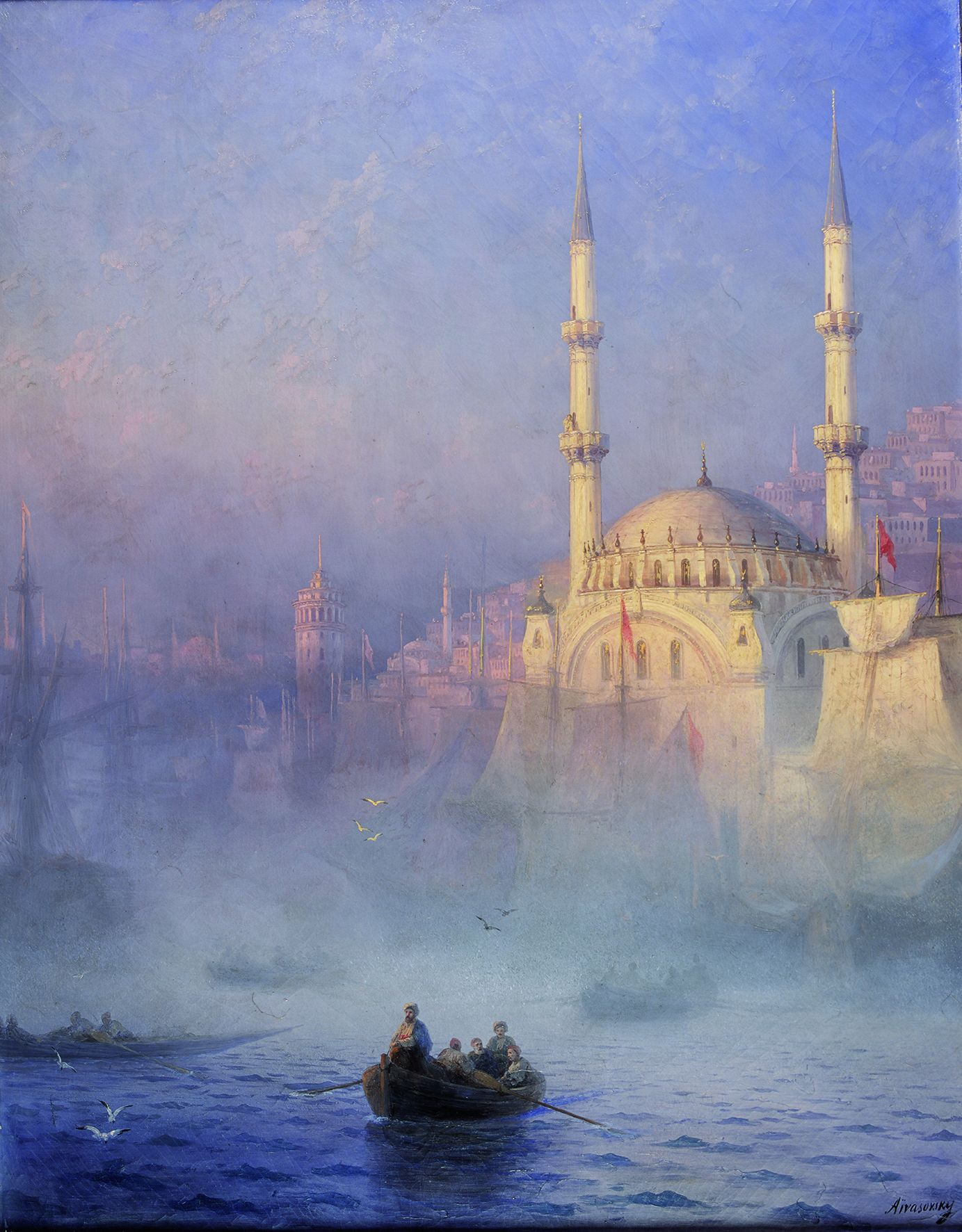
Top-Kahne Mosque (the Nusretiye Mosque in Tophane, Istanbul)
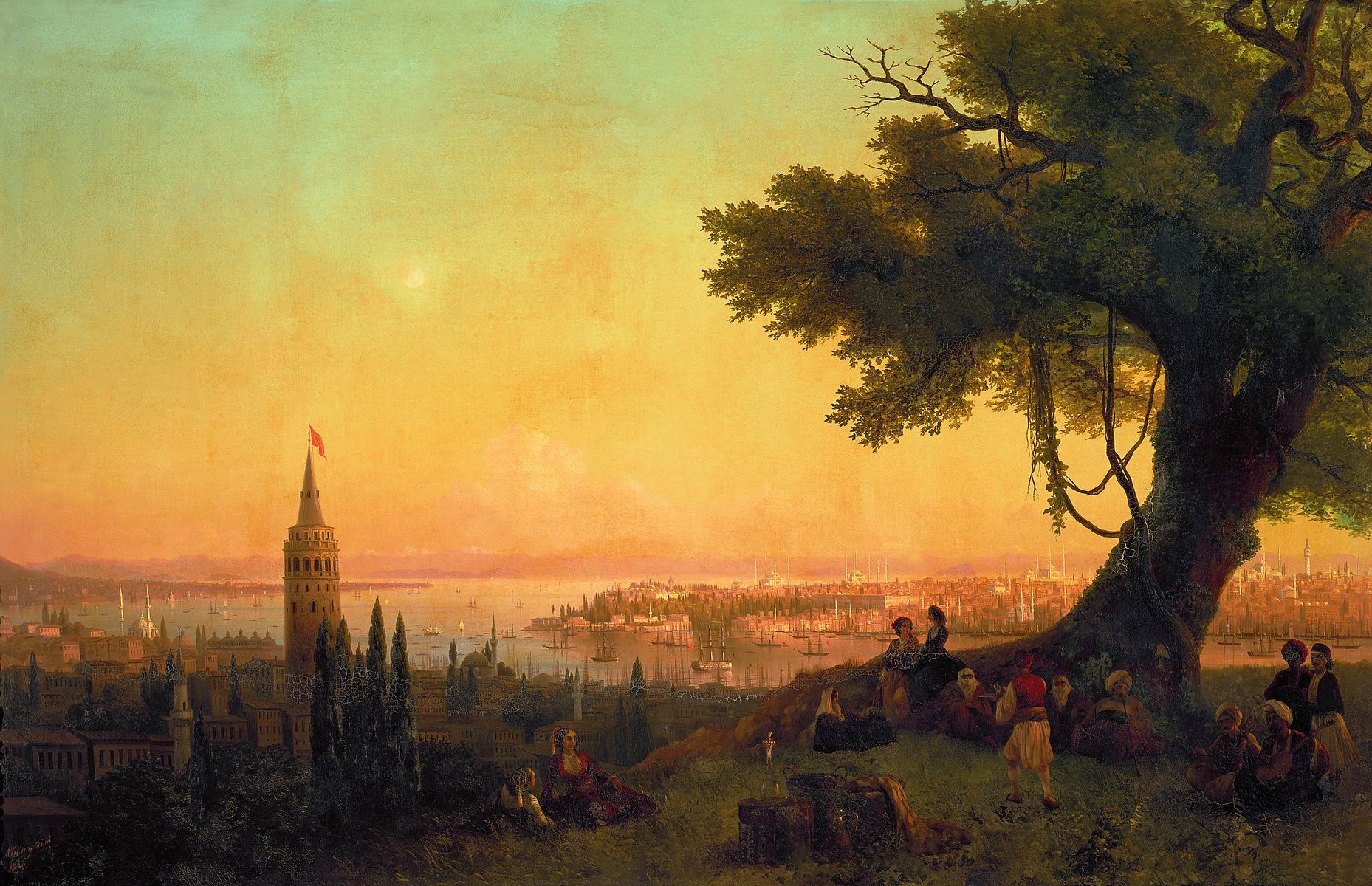
View of Constantinopole by Evening Light
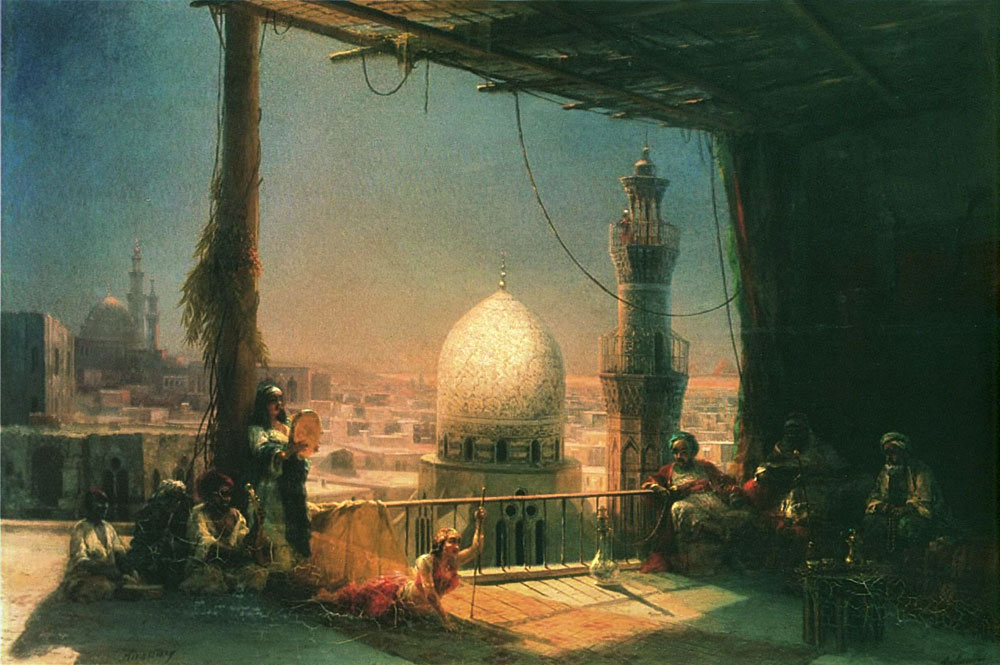
Scenes from Cairo's Life
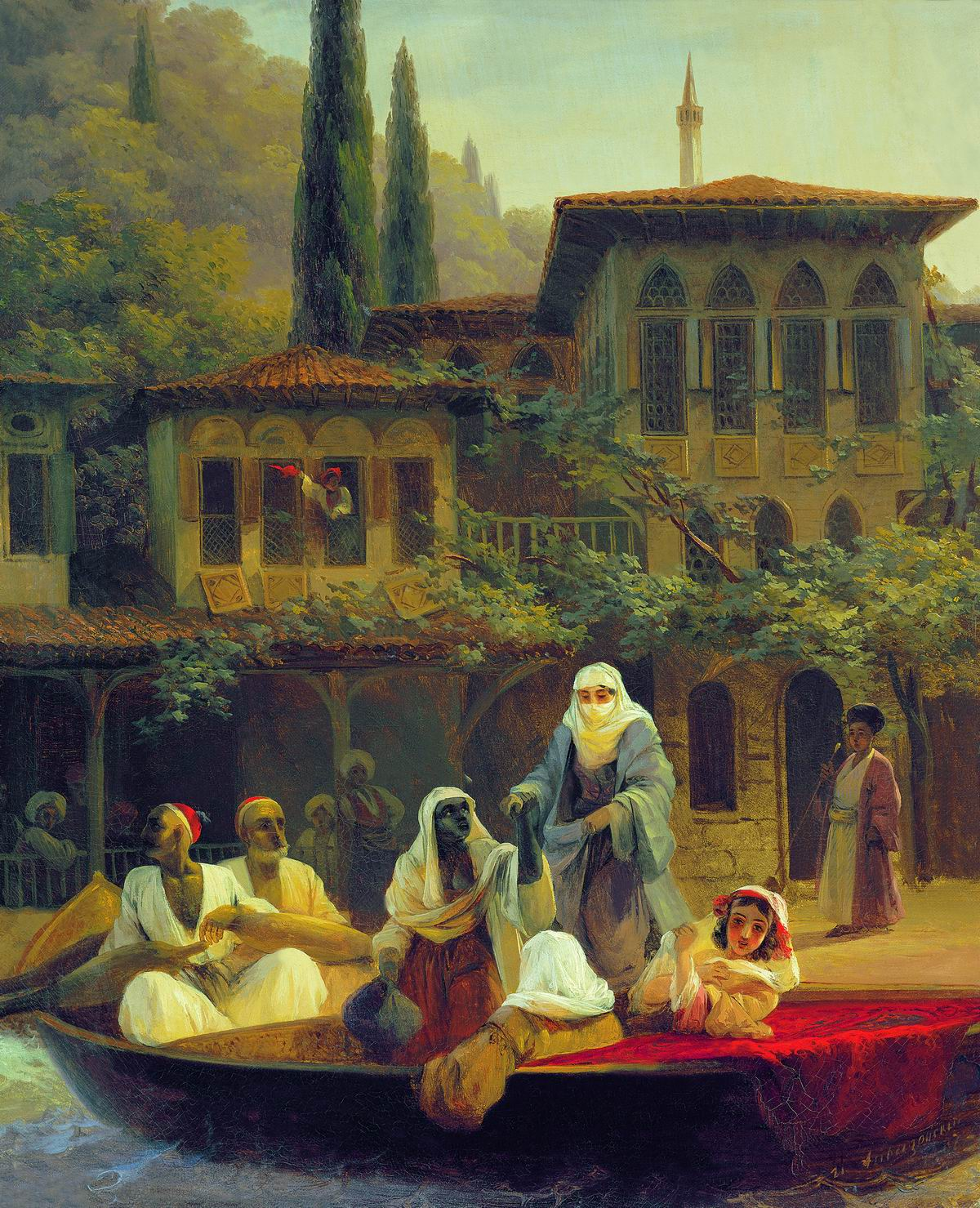
Boat Ride by Kumkapı in Constantinople
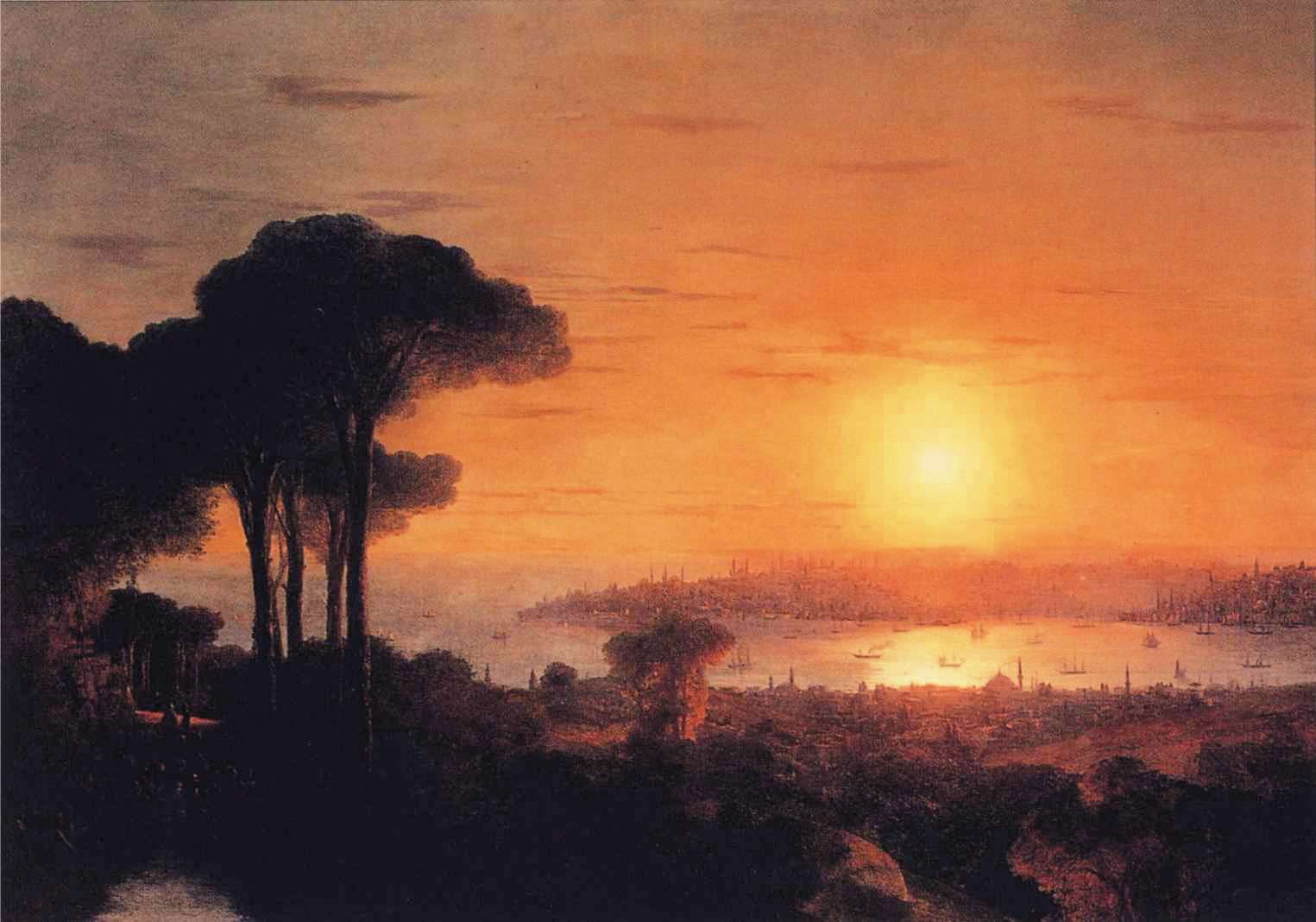
Sunset over the Golden Horn
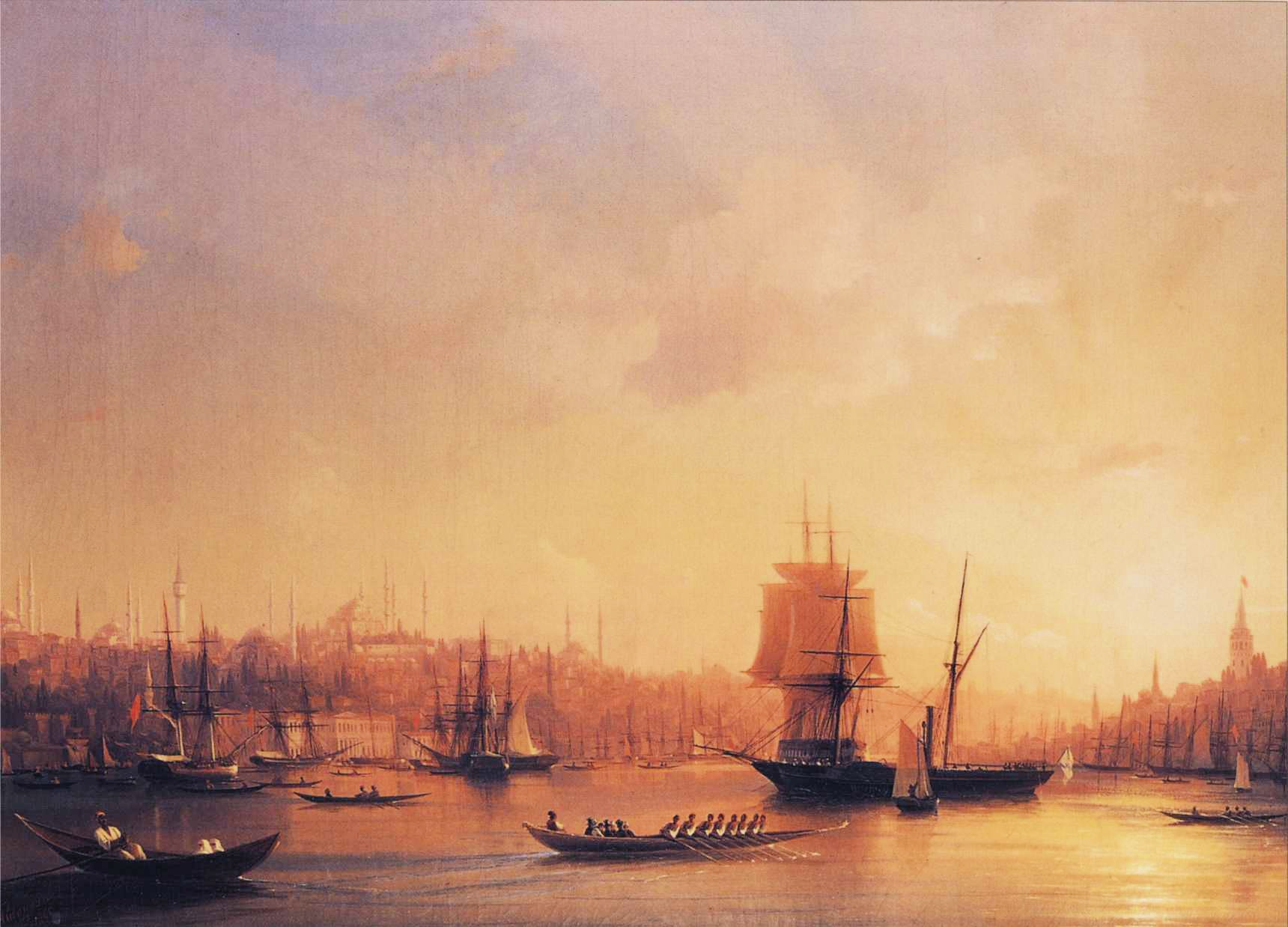
Dusk on the Golden Horn
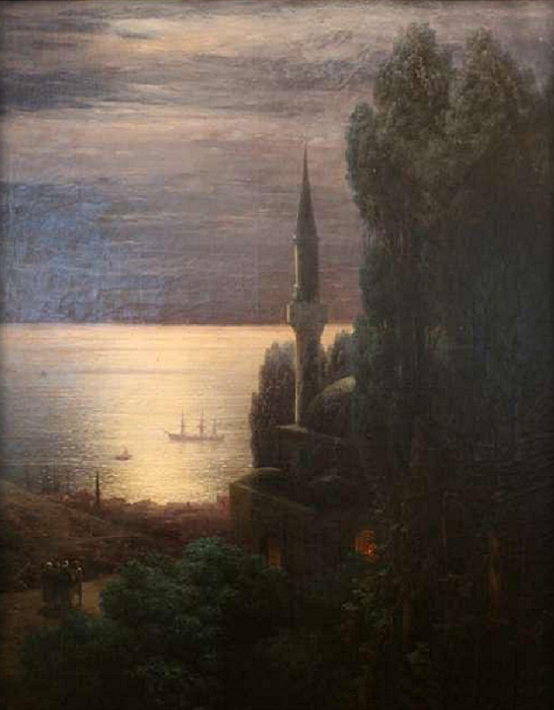
Trebizond
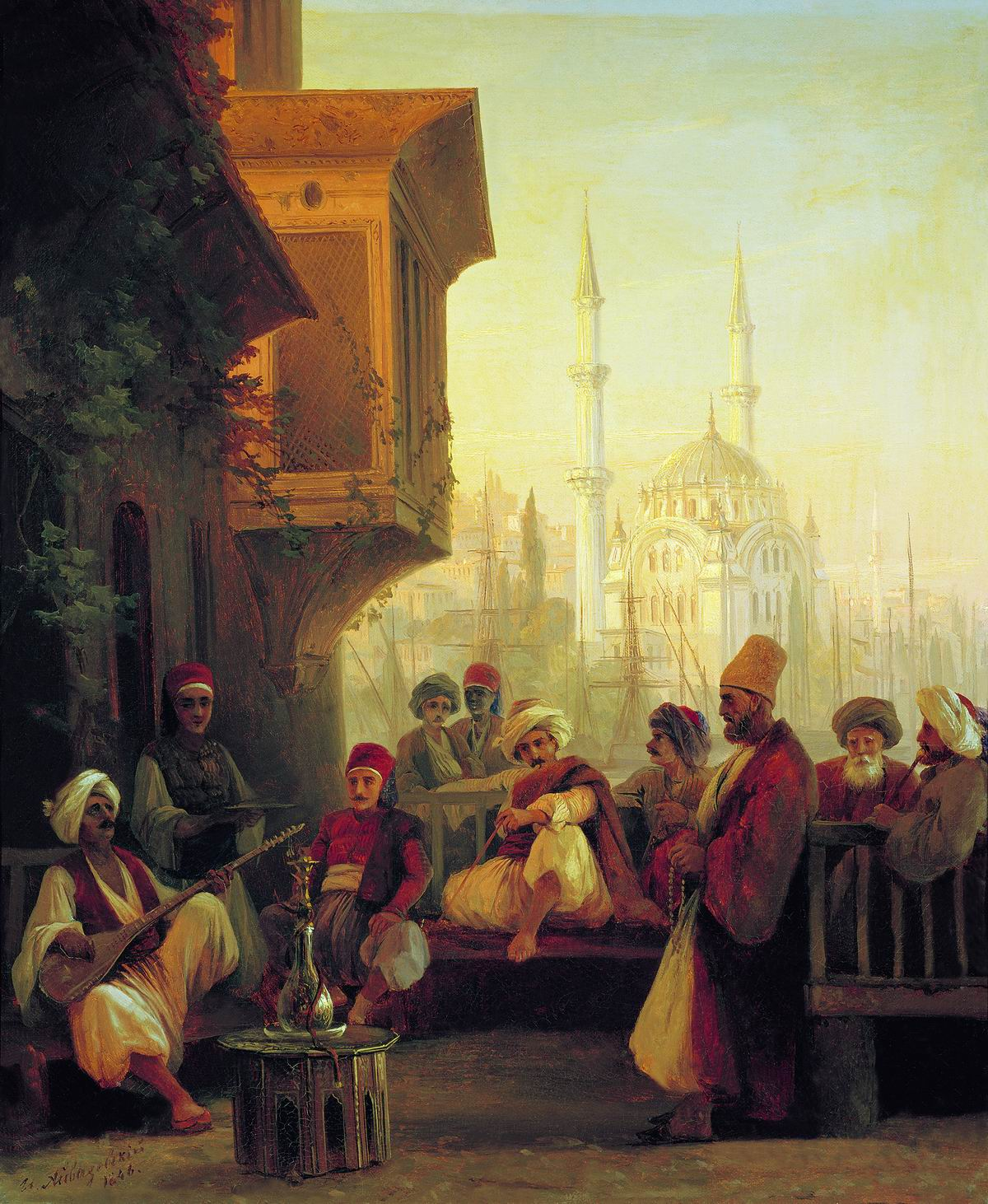
Coffee-house by the Ortaköy Mosque in Constantinople
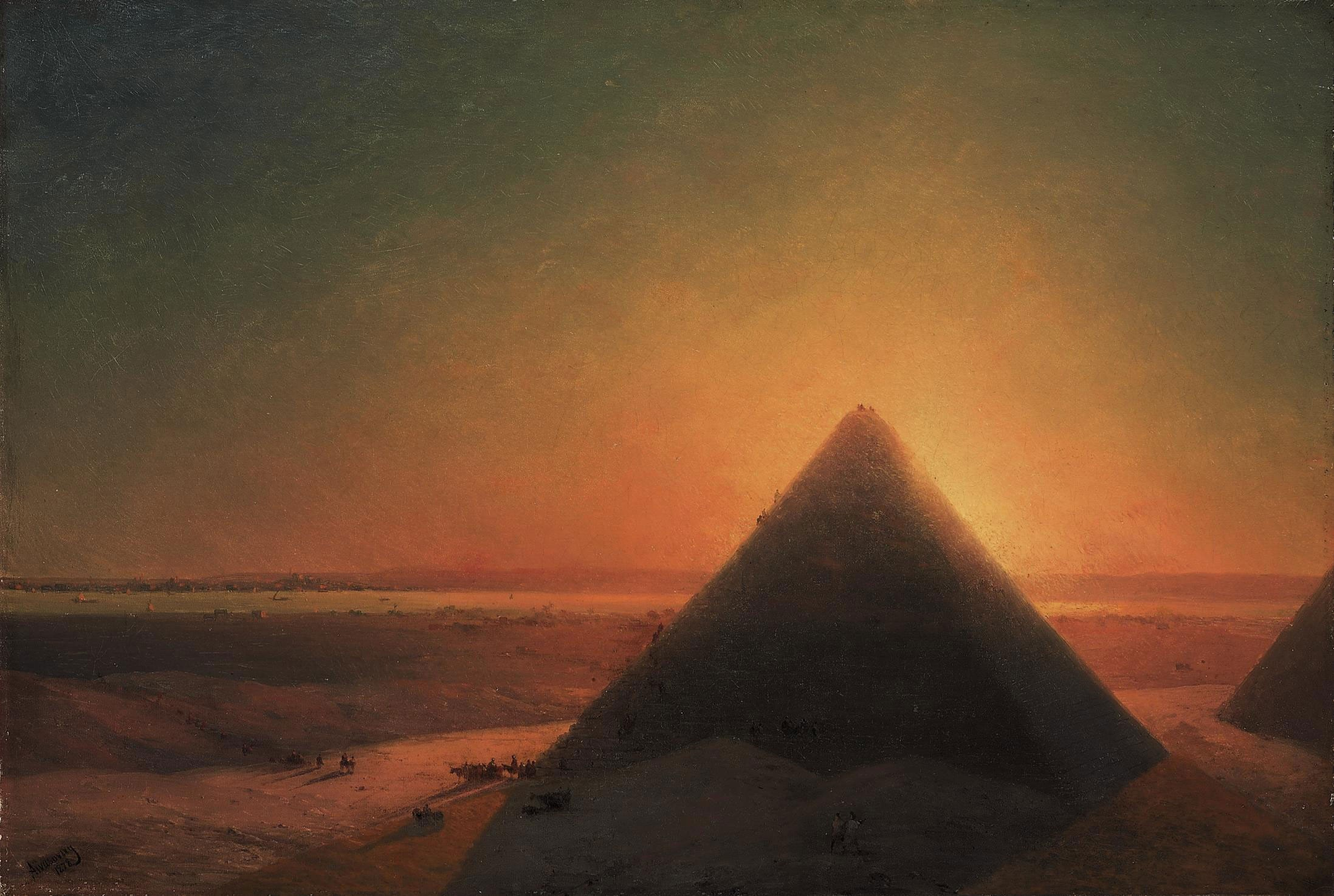
The Great Pyramid of Giza
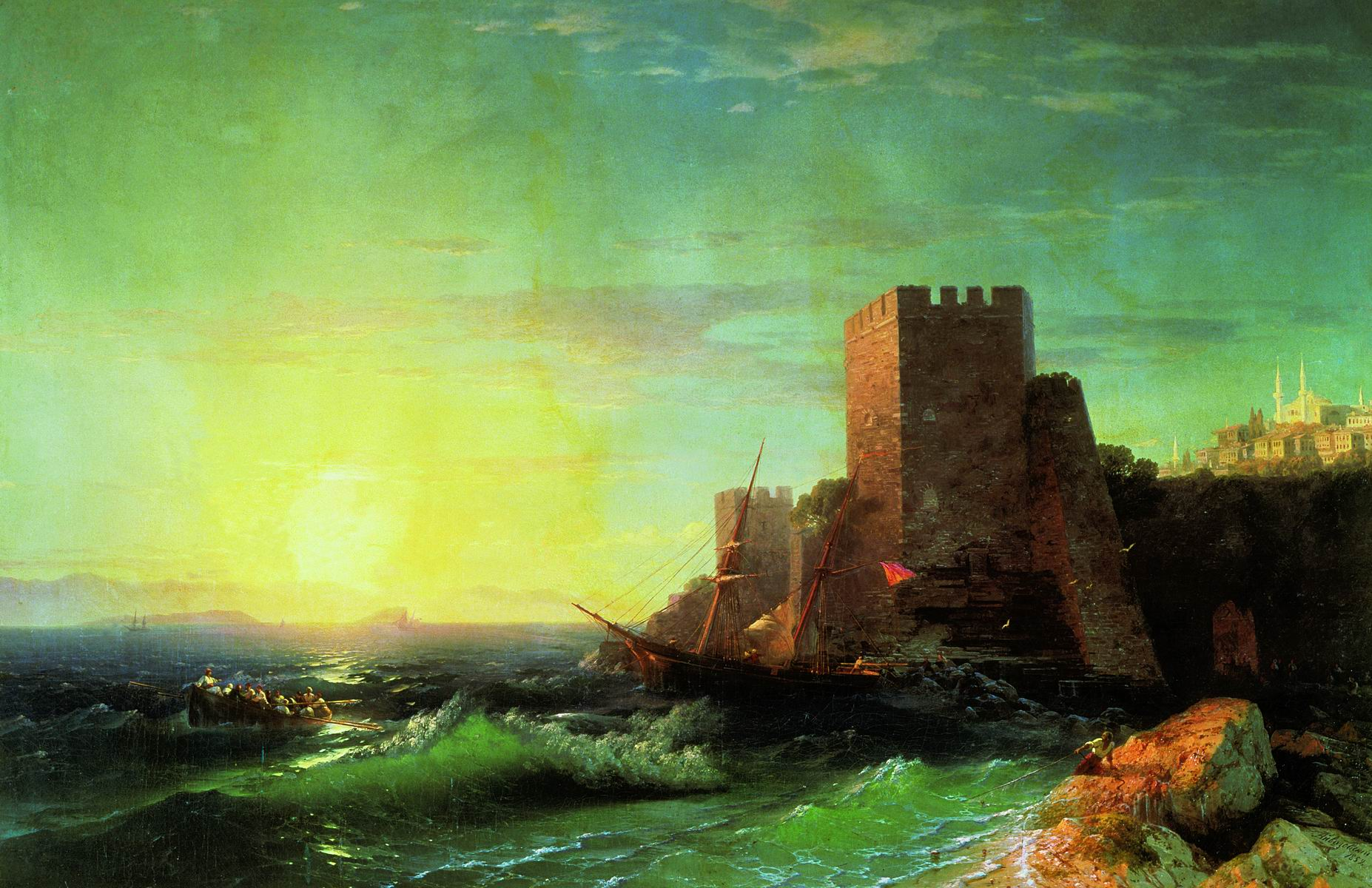
Tower